# Stora nordiska kriget
Stora nordiska kriget var ett krig som pågick mellan 1700 och 1721 i norra, mellersta och östra Europa. Kriget utkämpades mellan Sverige, hertigdömet Holstein-Gottorp och 1710–1713 även Osmanska riket på ena sidan och på andra sidan en koalition bestående av Sachsen-Polen, Danmark-Norge och Ryssland.
Kriget började när alliansen Danmark-Norge, Sachsen-Polen och Ryssland förklarade det svenska stormaktsväldet krig med en trefaldig attack mot Holstein-Gottorp, svenska Livland och svenska Ingermanland. Den svenska armén lyckades under kung Karl XII:s ledning få bort Danmark ur kriget under freden i Traventhal och besegra den ryska armén under slaget vid Narva. I en motoffensiv slogs även de sachsiska och polska styrkorna tillbaka från Litauen och Polen och in till Sachsen. Där avsatte Karl XII kung August den starke som kung i Polen under freden i Altranstädt.
Ryssland under Tsar Peter I hade under tiden återhämtat sig och erövrat mark i Sveriges Östersjöprovinser, där han befäste Rysslands åtkomst till Östersjön genom att grunda staden Sankt Petersburg 1703. Karl XII flyttade sina styrkor från Sachsen till Ryssland för att konfrontera Peter, men hans fälttåg slutade med den svenska huvudarméns förintelse under slaget vid Poltava (i dagens Ukraina). Karl XII tog sin tillflykt till den osmanska staden Bender, där han levde i exil. Han övertygade så småningom den turkiska sultanen att starta krig mot Ryssland, och under rysk-turkiska kriget (1710–1711) besegrade osmanerna den ryska armén. Det fredsavtal som ingicks medförde dock inga större konsekvenser för Ryssland.
Efter det katastrofala svenska nederlaget i Poltava gick Danmark, Polen och Sachsen åter med i kriget, men även Hannover och Preussen gick med mot Sverige. De sista svenska styrkorna från Baltikum och Tyskland besegrades, varmed de svenska besittningarna erövrades och uppdelades mellan koalitionsmedlemmarna. Sverige invaderades sedan av Danmark-Norge från väst och i öst av Ryssland, som ockuperade hela Finland under 1714. De danska attackerna avvärjdes på nytt, Karl XII återvände till Sverige och öppnade en ny norsk front, men sköts ihjäl vid Fredrikstens fästning 1718.
Sverige förlorade kriget, varmed Ryssland övertog Sveriges stormaktsställning i norra Europa. De formella fredsavtalen pågick mellan Sverige-Hannover-Preussen i Stockholm (1719), det dansk-svenska fördraget i Frederiksborg (1720) och det rysk-svenska fördraget i Nystad (1721). Under dessa fredsfördrag tvingades Sverige överlämna sina baltiska provinser och södra delen av svenska Pommern till fienderna, upphöra sin tullfrihet i Öresundstullen, samt upplösa alliansen med Holstein-Gottorp. Hannover övertog Bremen-Verden, Preussen införlivade delar av Vorpommern, Ryssland erövrade de baltiska provinserna och Danmark stärkte sin ställning i Schleswig-Holstein. Krigsförlusten och Karl XII:s död innebar slutet för det kungliga enväldet i Sverige och början på Sveriges frihetstid.

## Bakgrund
Kriget hade sitt upphov i ett mot Sverige riktat anfallsförbund mellan Fredrik IV av Danmark, August II av Sachsen-Polen och Peter I av Ryssland. Den danska politiken gick ut på att krossa den med Sverige förbundna holstein-gottorpska makten samt att om möjligt återvinna de förlorade provinserna på den skandinaviska halvön, vilka förlorats till Sverige genom frederna i Brömsebro (1645) och Roskilde (1658).
I sin strävan att få allierade var den danske kungen villig att stötta kung Augusts planer på bildandet av ett stort östeuropeiskt välde. I planerna ingick att öka kungamakten i Polen, men där fanns även idéer om stora landförvärv. Dessa erövringsplaner hade först varit riktade mot Osmanska riket, men då den internationella situationen inte längre gav August hopp om framgång åt detta håll, kom han att vända sig mot Sverige. En tredje utveckling som bidrog till ett krig mot Sverige var den rebelliske livländaren Johann Patkuls försök att lösrycka Livland från det svenska väldet och därav bilda ett självständigt adelssamhälle. Patkul hade en viktig del i att Augusts planer verkligen utfördes, och han spelade en ytterst betydelsefull roll i de förhandlingar som ledde till förbundets avslutande.
Den tredje parten i alliansen blev tsar Peter, som dock i början inte visade någon synnerlig iver för saken. För att gå med i alliansen behövde han utsättas för kraftig påverkan från Danmark, som mycket tidigt hade vänt sig till honom i saken, men även från Sachsen-Polen. Från svensk sida företogs initialt inga handlingar mot någon i denna allians som kan betecknas som fientliga, annat än att Karl XII fullföljande av sin far Karl XI:s traditionella politik som kraftigt understödde huset Gottorp i dess tvister med Danmark.

## Krigets gång

### 1700 – Krigsutbrottet och freden i Traventhal
För Sverige kom krigsutbrottet i allt väsentligt som en överraskning. Det var August som inledde kriget genom ett stormanfall mot Riga i februari 1700, vilket dock misslyckades trots en förkrossande numerär överlägsenhet, främst tack vare Rigas försvarare Erik Dahlbergh. De första avgörande händelserna framkallades genom Sveriges, Englands, Nederländernas och Hannovers ingripande mot Danmark, vilket de gjorde i egenskap av garanter för de traktat som upprättats rörande Danmarks och Gottorps inbördes förhållanden. I mars anfölls det nästintill försvarslösa Holstein-Gottorp av Danmark. Ryssland bröt freden först i augusti samma år och invaderade Ingermanland där man inledde en belägring av Narva.

#### Invasionen av Danmark

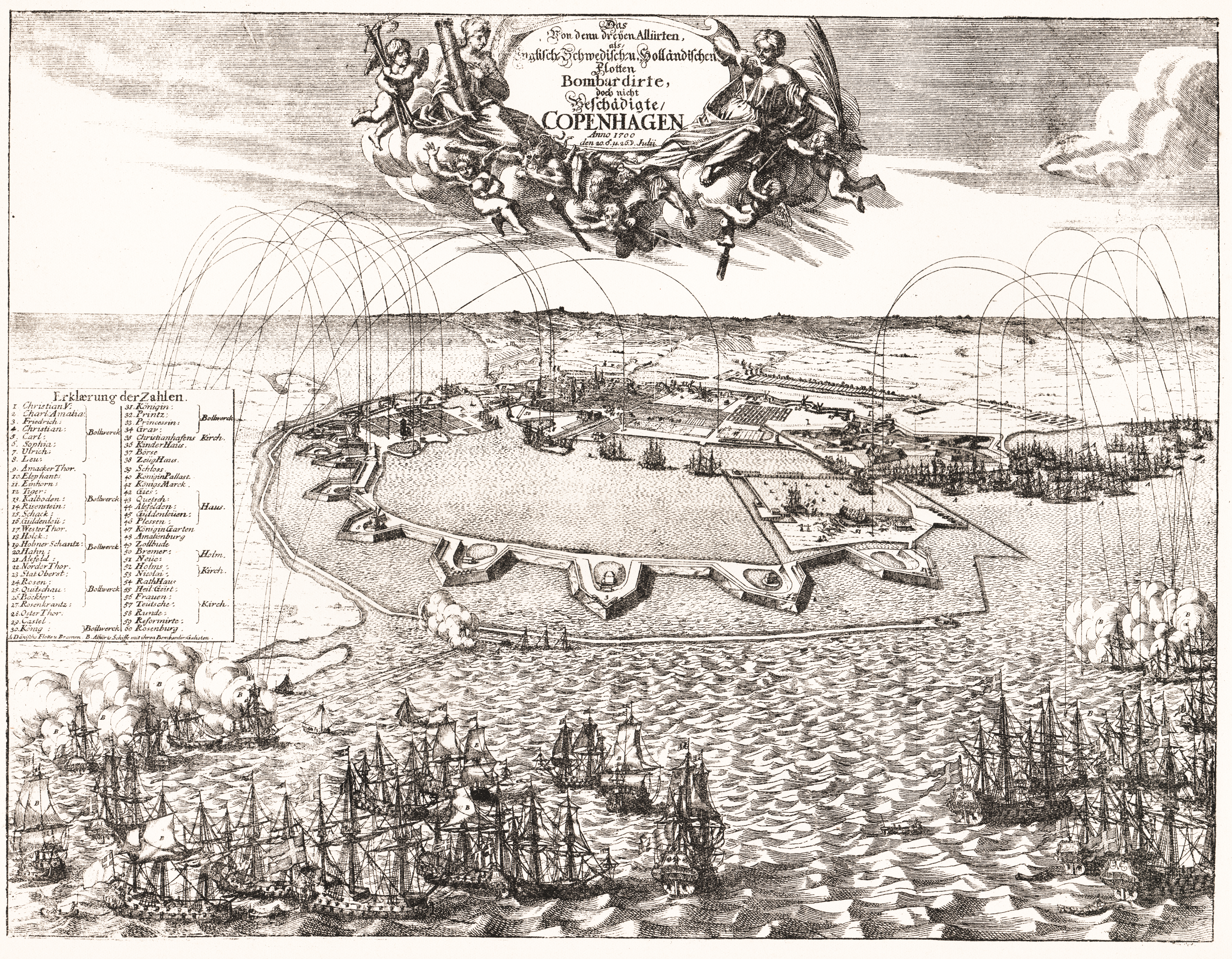
De svenska, brittiska och nederländska flottorna bombarderar Köpenhamn 1700.

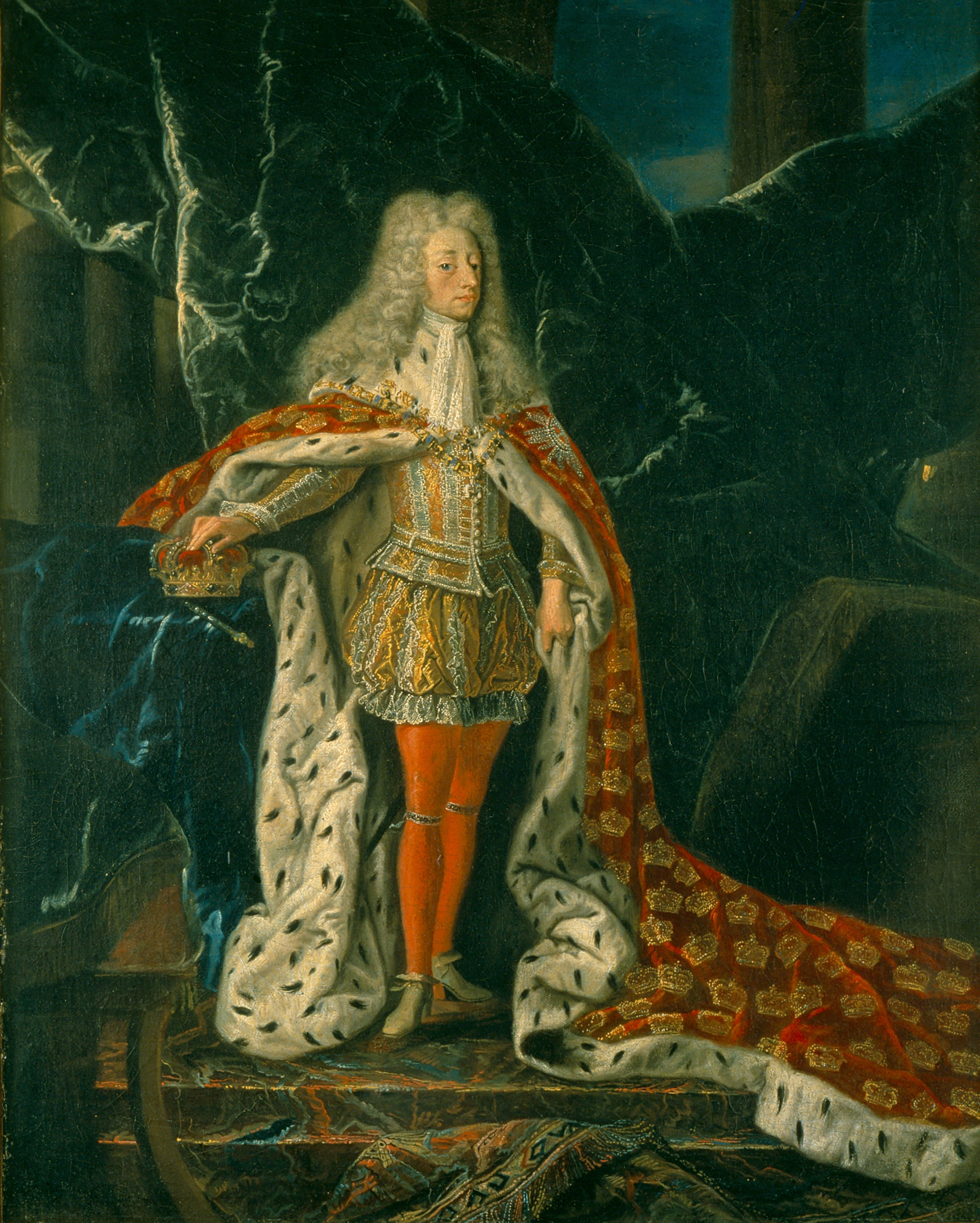
Fredrik IV, kung av Danmark-Norge 1699−1730.

Den 20 mars, kort efter underrättelsen om Sachsens angrepp mot Livland, fick Sverige reda på att Danmark anfallit Schleswig och Holstein. Danmark hade satt in cirka 20 000 man mot Holstein. Endast 5 000 försvarare var förlagda i området så de danska trupperna kunde erövra nästan hela Holstein. De fästningar som tidigare hade förstörts av danskarna, som hertigen av Holstein-Gottorp hade låtit bygga upp igen, blev åter förstörda. De svenska och holsteinska trupperna, ledda av Johan Gabriel Banér, drog sig till Tönningen. Danskarna under Ferdinand Vilhelm av Württembergs befäl började snabbt belägra fästningen. Belägringen hävdes i maj av svenska trupper, under befäl av Nils Karlsson Gyllenstierna, som kom från de svenska provinserna i nordtyskland samt lüneburgska trupper. Det svenska indelningsverket sammankallades. Karl XII lämnade Stockholm natten mellan 13 och 14 april för att rida till Karlskrona och påskynda flottans upprustning. Den flotta som skulle lämna Karlskrona bestod av 38 linjeskepp och 8 fregatter, tillsammans hade dom 2 700 kanoner. Först i juni kunde dock flottan lämna Karlskrona och då kunde även engelska och holländska skepp ansluta sig, detta för att kunna bidra till att maktförhållandena i norden åter kunde balanseras. Den Engelska befälhavaren var Sir George Rooke.
I Skåne samlades cirka 16 000 man för att angripa Danmark och vid norska gränsen ungefär 10 000 man. Från Karlskrona skeppades flottan till Öresund. Men den svenske generalamiralen Hans Wachtmeister ställdes inför problem när man skulle segla in i södra Öresund. Den danska flottan hade nämligen blockerat den västra infarten vid Drogden. Hans enda väg igenom var den östra vid Flintrännan vilken han ansåg vara för grund för de stora fartygen. Men Karl XII gav order om att han skulle försöka. Den 3 juli kunde flottan segla igenom Flintrännan. Endast fem skepp gick på grund, och dessa kunde dras loss. Flottan förenade sig med den engelsk-holländska vid ön Ven, därefter kunde de bombardera den danska som drog sig till Köpenhamn.
Istället för att undsätta Holstein beslöt den svensk-engelsk-holländska krigsledningen att landstiga på Själland vid Humlebæk söder om Helsingör. Vid sextiden på kvällen den 25 juli landsattes cirka 2 500 man svensk trupp, som mötte svagt motstånd från ungefär 700 danska soldater. De lyckades stoppa angreppet efter en kort strid. Senare på samma dag landsattes ytterligare trupper så att den svenska hären i Danmark uppgick till ungefär 4 900 man. Danskarnas här vände då tillbaka till Köpenhamn. Resten av den svenska armén kunde inte landsättas förrän två veckor senare på grund av vädret. Med 10 000 man började då Karl XII marschera mot Köpenhamn.
Danmarks kung Fredrik IV hade efter underrättelserna om Karl XII:s landstigning börjat förhandla om fred med Holstein och Lüneburg. Den 8 augusti slöts freden i Traventhal. Både Englands, Nederländernas och Lüneburgs arméer respektive flottor vände då hemåt. Karl XII:s plan att förstöra den danska flottan var då omöjlig, eftersom den danska flottan var större än den svenska. Svenskarna började då skeppa tillbaka sina trupper över Öresund. Danmark kunde på det viset undvika ett totalt nederlag, och Sverige kunde nu vända sig mot Östeuropa.

#### Undsättandet av Östersjöprovinserna

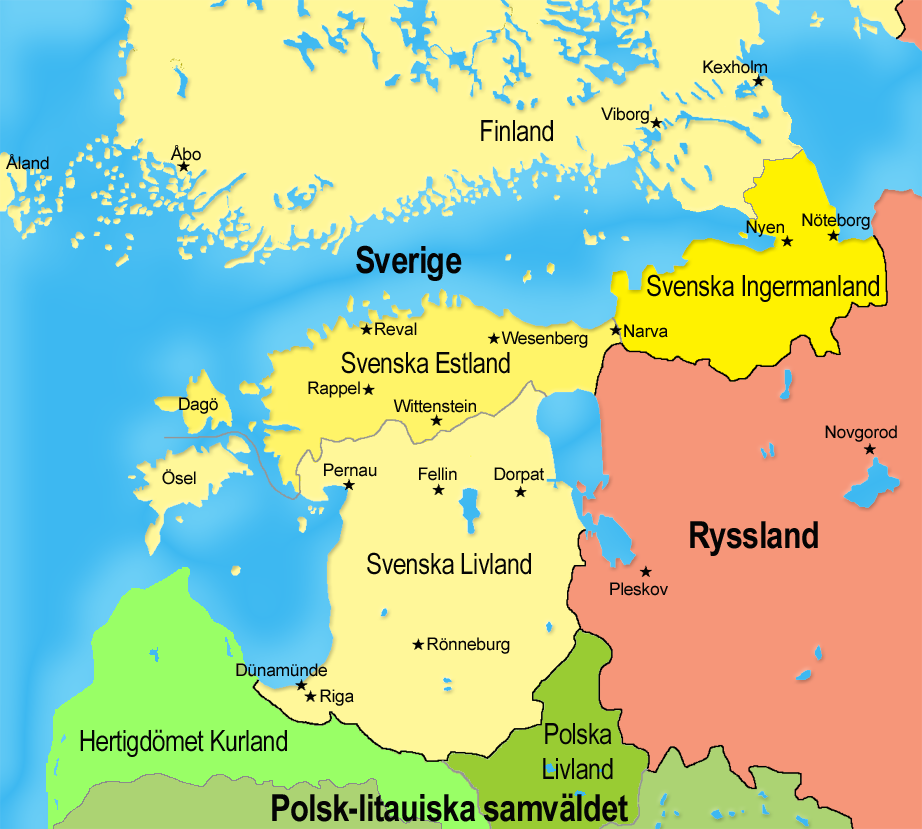
Karta över krigsskådeplatserna med Sverige i gult, Ryssland i rödbrunt och Polen-Litauen i grönt.

Under mitten av september hade ryska trupper marscherat över gränsen med avsikten att inta en av det svenska riket östligaste utposter, staden Narva i Estland. Den befästa stadens kommendant, överste Henning Rudolf Horn, lyckades emellertid försvara staden mot ryssarna med sin 1 800 man starka svenska besättning. Ryssarna bombarderade slutligen staden, samt företog natten mellan 7 och 8 november tre stormningar mot staden Ivangorod på andra sidan floden Narva. Efter Danmarks kapitulation och utträde ur alliansen i augusti 1700, överförde Karl XII sina trupper till de baltiska provinserna och Wesenberg (i norra Estland, 120 km väster om Narva). Besluten att undsätta Narva, lämnade han först 5 000 man till Livlands skydd och avmarscherade 13 november med en armé på cirka 10 000 man mot staden.
Under natten till den artonde togs genom överraskning passet Pühhajoggi, som försvarades av bojargeneralen Boris Sjeremetjev och hans 5 000 man, och den nittonde befann sig svenskarna vid Lagena, en nedbränd herrgård 14 km från Narva.
Svenskarna hade ingen annan utväg än att anfalla. På morgonen den 20 bröt de upp och anföll den ryska befästningslinjen, under Charles Eugène de Croys befäl. Efter några timmars strid flydde de ryska styrkorna. När tusentals ryska soldater nedgjordes kapitulerade resten av ryssarna. Slaget betraktas som en av den svenska militärhistoriens största segrar, då den svenska armén lyckades krossa alla ryska belägringsstyrkor som hotade Narva och Ingermanland. Den avgörande faktorn för den oväntade svenska segern blev väderleken, då yrsnö blåste svenskarna i ryggen. Omkring 12 000 ryssar stupade, att jämföra med den svenska sidans 667.
Under natten öppnade ryssarna underhandlingar, som slutade med att de ryska soldaterna lämnade över sina fanor och utrustning och avtågade hem till Ryssland. Endast hertig de Croy och det högre befälet kvarhölls, men sändes senare till Stockholm och Visingsö som krigsfångar. Den 22 november tågade kungen och trupperna in i Narva. Narvas försvarare, Henning Rudolf Horn, befordrades till general och friherre. Segern fick som omedelbar följd att ryssarna utrymde hela Ingermanland, och eftersom de ryska befälhavarna som deltog i slaget blev tillfångatagna av svenskarna tvingades också Peter den Store att bygga upp sin krigsmakt från början. Segern gav också ett stort eko över hela Europa.
Svenskarna kunde nu med skyddad rygg vända sig mot den tredje motståndaren, Sachsen-Polen. Men först måste den svenska armén ta vinterkvarter i trakten runt staden Dorpat. Kungen tog sitt huvudkvarter i det mer eller mindre förfallna slottet Lais. Han bodde i slottet och dess omgivande gårdar från december 1700 till mitten av maj efterföljande år, då förstärkningar från Sverige anlände.
Karl XII:s politik och krigföring gick därefter ut på att åstadkomma en grundlig omgestaltning av förhållandena i östra Europa. Under de följande åren arbetade han på tre uppgifter: att upplösa den för Sveriges maktställning farliga förbindelsen mellan Polen och den sachsiske kungen August, uppåtsträvande och i förfogande över betydande militära och finansiella medel; att ge Polen en inhemsk kung och att för framtiden förbinda Polen i en intim politisk allians med Sverige, varpå de båda staternas samlade makt skulle riktas mot Ryssland och krossa tsaren.
Ett genomförande av dessa planer skulle ha varit liktydigt med en svensk hegemoni i östra Europa. Det är också ett utmärkande drag hos Karl, att han konsekvent strävade att rikta Sveriges politik och dess hela energi österut. Han avvisade därför bestämt de försök som gjordes att åstadkomma fred utan någon grundlig uppgörelse, så mycket mer som dessa freds- och medlingsförslag djupast hade till innebörd att rikta Sveriges politiska intresse åt väster i stället för åt öster.

### 1701–1706 – Fälttåget i Polen-Sachsen och kriget i Östersjöprovinserna

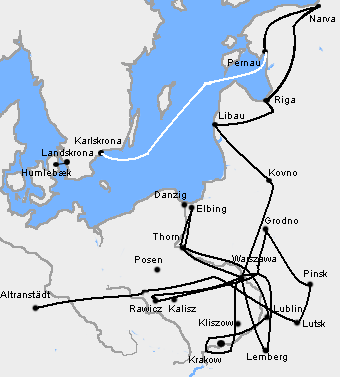
Fälttåget i Polen-Sachsen, strecken visar de svenska förflyttningarna mellan 1700 och 1706.

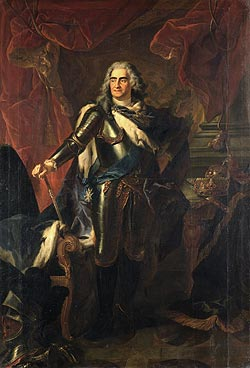
August den Starke, kurfurste av Sachsen 1694–1733 och kung av Polen 1697–1704 samt 1709–1733.

August den starke hade vunnit den polska kungakronan med vapenmakt efter ett konfliktfyllt kungaval. Till hans motståndare hörde särskilt Polens primas, kardinal Mikael Radziejowski, ärkebiskop av Gnesen, samt det mäktiga huset Sapieha i Litauen. Dessa hade visserligen försonats med kung August 1698, men denna uppgörelse stod på osäker grund. En erövring av Livland hade förespeglas som lättvunnen av Patkul och sågs därför av August som ett gynnsamt tillfälle att stärka sin auktoritet hos polackerna i allmänhet. Med hjälp av sina sachsiska trupper och den påräknade hjälpen från tsar Peter skulle han även kunna fullständigt tygla de opålitliga elementen i Polen. De motgångar som han redan från början möttes av bragte emellertid dessa förhoppningar på skam, och Augusts gamla motståndare, som uppriktigt gladde sig över att hans makt försvagades, skyndade sig att betona att Polen inte deltog i kriget mot Sverige. Denna polska söndring utnyttjade Karl XII: han tillkännagav sin önskan att leva i fred med Polen, men förklarade att en nödvändig förutsättning för ett fredligt förhållande var att tillräckliga garantier skapades mot den fredsbrytande kungens tilltag, vare sig detta skedde genom att han avlägsnades från tronen eller på något annat sätt. Således vände Karl XII inte sina vapen mot Polen, utan direkt mot August, och han uppmanade nu alla lojala polacker att medverka till dennes oskadliggörande.
Utan att göra kung Augusts avsättande till ett absolut villkor syftade dock Karl XII med alla sina åtgärder mot detta mål. Hans önskan var att skapa en så kraftfull polsk regering att denna skulle klara av att hålla sig oberoende av de mot Sverige öppet eller hemligt fientliga grannarna, samt vid behov kunna samverka mot dessa. Detta polska rekonstruktionsarbete var synnerligen vanskligt eftersom de polska magnathusen var opålitliga och också stred sinsemellan.  Vidare erhöll August understöd från ryssarna, dels direkt i form av ryska hjälpsändningar, dels indirekt i form av en välvillig behandling från tsarens sida, vilket möjliggjorde ostörda truppförflyttningar mellan Sachsen och Polen genom Schlesien.
Karls plan gick ut på att slå den sachsiska armén. Detta var nödvändigt för att med relativt säkrad rygg kunna marschera mot Pskov och Moskva för att slutgiltigt besegra Ryssland. Den första planen gick alltså inte ut på att nödvändigtvis tåga in i Polen, då det skulle tillåta tsar Peter att föra krig i Estland, Livland och Finland utan att Sverige skulle ha några större krafter att sätta emot. Nära det svenska Riga, vid floden Düna, möttes svenskar och sachsare den 9 juli 1701. Sachsarna hade grupperat sig till försvarsställningar med artilleri söder om den nästan en kilometer breda floden. Svenskarna lyckades föra över sina trupper utan större förluster (omkring 100 döda svenskar) och fördriva sachsarna. Dock hade den sachsiska armén (förstärkt med ryssar) kunnat retirera till stora delar intakt. Karl hade nu att välja på att antingen tåga in i Polen och få ryssen i ryggen eller tvärtom. Han valde att invadera Polen – därmed var fälttåget inlett.
Karl XII hade redan tidigare haft tankar på ett snabbt infall i Sachsen för att betvinga sin motståndare. Sedan han i januari 1702 gått in i Polen och i slaget vid Klissow den 9 juli rivit upp Augusts armé och därefter överrumplat Krakow (besatt av svenska trupper 1702–1704), fick han åter igen anledning att överväga denna plan. Av flera skäl avstod han emellertid från en direkt attack mot Sachsen. Sjömakterna påpekande att en sådan operation in i det tysk-romerska riket skulle gynna den franske kungen Ludvig XIV, som genom det spanska tronföljdskriget låg i krig med den tysk-romerske kejsaren Leopold I. Vidare var det önskvärt att inom Polen organisera en allmän opposition mot August. Karl XII:s krigsrörelser under de närmast följande åren gick därför ut på att tillintetgöra Augusts polska resurser och de sachsiska trupper som han hade dragit in dit. Därigenom borde det stå klart för polackerna att den enda säkra vägen till fred var att definitivt avsätta kung August.
Den svenske kungen lät nu sina trupper vila ut i trakten av Kraków. Under tiden hade August i augusti försökt samla sina anhängare i Sandomierz för att få till stånd en konfederation, och därefter gått utför Weichsel för att genom vapenmakt hålla det opålitliga Storpolen i schack, stärka sina anhängare där och i Västpreussen, samt även försökt få stöd från kung Fredrik I av Preussen. Karl XII följde på våren 1703 efter August, besegrade det sachsiska kavalleriet i slaget vid Pultusk den 21 april samt inneslöt den starkt befästa staden Thorn, som efter en belägring tvingades att kapitulera den 14 oktober.

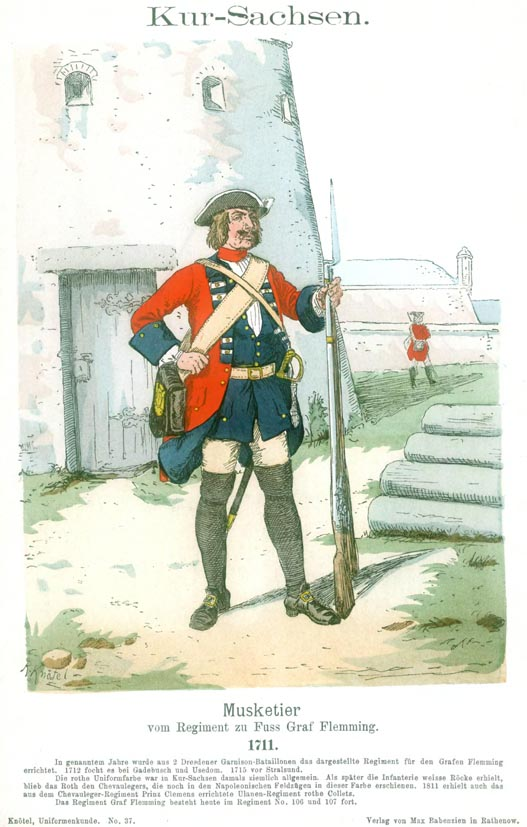
Sachsisk musketerare, 1711, vid greve Flemmings regemente till fots.

Genom sin hotande maktställning vid Thorn förmådde Karl XII den preussiske kungen att i rak motsats till Augusts önskningar sluta förbund med Sverige, och likaså förnyade han sitt förbund med sjömakterna. Kung August försökte nu på riksdagen i Lublin i juni-juli 1703 samla polackerna omkring sig, samt tillförsäkrade sig i oktober genom ett nytt förbundsfördrag med tsar Peter ett starkt stöd av ryska trupper i Polen. Riksdagen i Lublin ökade dock den polska oredan genom att Storpolens ombud blev uteslutna, under förevändning att deras land var i svenskarnas händer.
En generalkonfederation i Warszawa i januari-februari 1704 förklarade nu kung August avsatt från den polska tronen, och man förberedde ett nytt kungaval. Innan detta kom till stånd, lyckades August i Schlesien tillfångata den farligaste tronkandidaten, prins Jakob Sobieski, son till Augusts företrädare på den polska tronen, Johan III Sobieski. August höll Jakob Sobieski och dennes bror Konstantin Sobieski fängslade ända till freden i Altranstädt 1706. Trots detta och trots att Augusts anhängare anordnade en egen generalkonfederation i Sandomierz, kunde en valriksdag hållas i Warszawa i juni-juli 1704. Under skydd av svenska vapen, och med stort diplomatiskt bidrag av Arvid Horn, utropades Stanislaw Leszczynski den 2 juli 1704 till Polens kung under namnet Stanislaw I Leszczynski.
Karl XII beslöt sig nu för att rikta ett slag mot de trakter där August hade sitt starkaste stöd, nämligen Lillpolen (Galizien). Medan Karl XII där stormade Lemberg (nuvarande Lviv i västra Ukraina), skyndade sig August mot norr för att förenade sig med sina från Sachsen inkomna trupper under Matthias von der Schulenburgs befäl. Med dessa kunde han bemäktiga sig det nästan värnlösa Warszawa, där Arvid Horn blev tillfångatagen. Inför Karl XII:s hotande anmarsch gick August mot väster, med tanken att Schulenburg skulle återföra huvudstyrkan till Sachsen, under det att August med kavalleriet gick mot trakten av Krakow för att locka svenskarna efter sig. Karl XII lät dock inte vilseleda sig av detta, utan satte istället efter Schulenburg. Vid Posen utanför Warszawa den 9 augusti 1704 besegrades Schulenburg av svenskarna, men lyckades fly från striden. De svenska trupperna hann upp den retirerande Schulenburg vid Punitz, nära gränsen till Schlesien, och tvingade dem till slaget vid Punitz den 28 oktober 1704. Efter en kort strid retirerade sachsarna över gränsen till Schlesien och Karl XII gav upp förföljandet. Antalet stupade och sårade uppgick på båda sidor till 300.
Vid Rakowitz utanför Warszawa ställdes en polsk-sachsisk styrka på 9 500 under ledning av Otto Arnold Paijkull upp för att göra ett uppror mot Stanislav. Men en svensk ryttarstyrka under Karl Nieroth stoppade upproret och tillfångatog Paijkull den 21 juli 1705. Fyra månader senare, den 18 november, skrevs freden i Warszawa mellan Sverige och Polen. Genom freden tilltvingade sig svenskarna inte bara en fred med Polen, utan även att Polen bekräftade freden i Oliva 1660, att protestanterna i Polen fick utökade rättigheter och att Polen skulle bistå Sverige i kampen mot Ryssland. För att garantera Stanislavs trygghet på den polska tronen bestämdes det att svenska trupper skulle stanna kvar i Polen. Sverige hade därmed lyckats besegra Polen, men inte Sachsen.

#### Kriget i Östersjöprovinserna

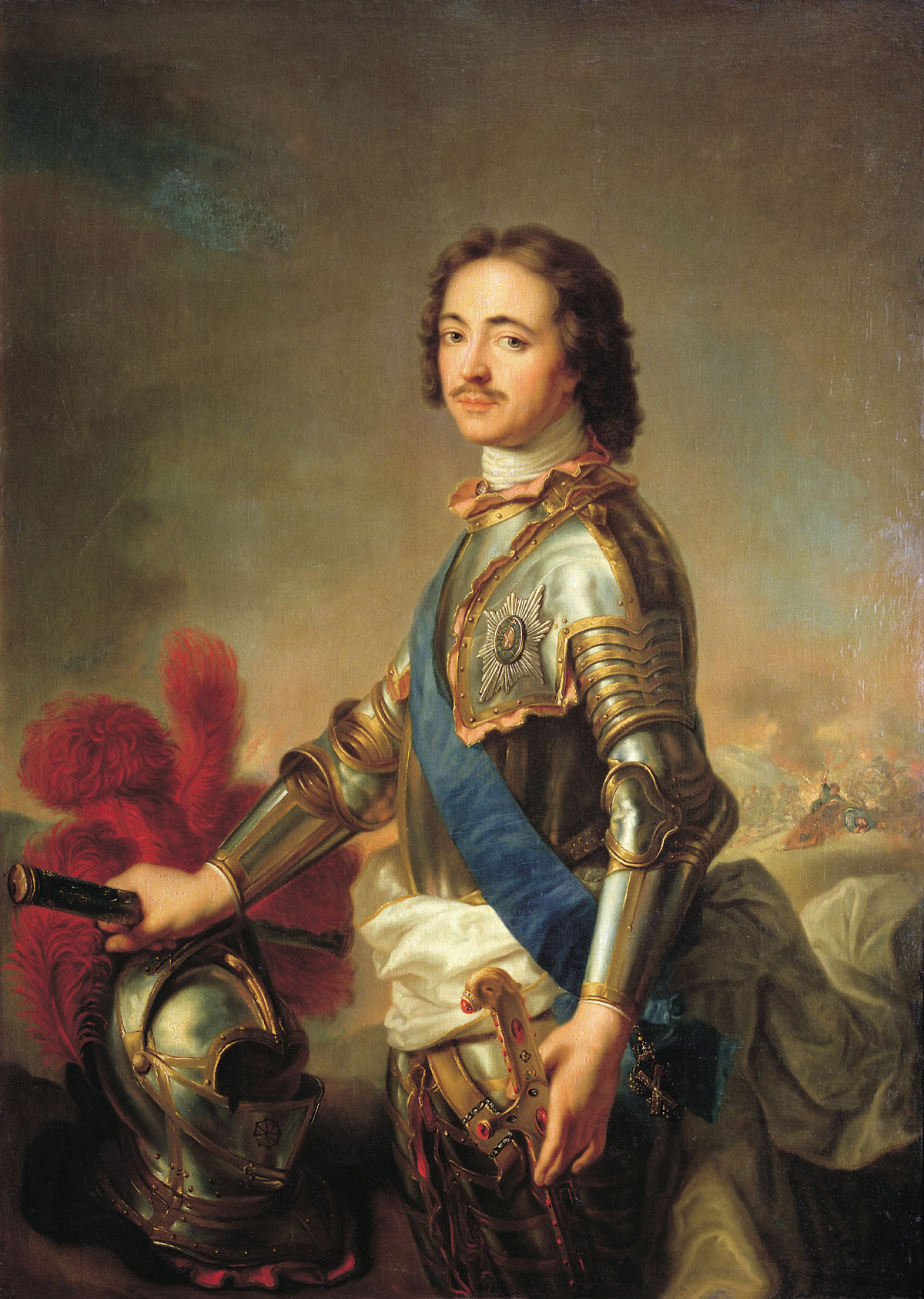
Peter den store, Rysslands tsar 1682–1725 och Rysslands förste kejsare 1721–1725.

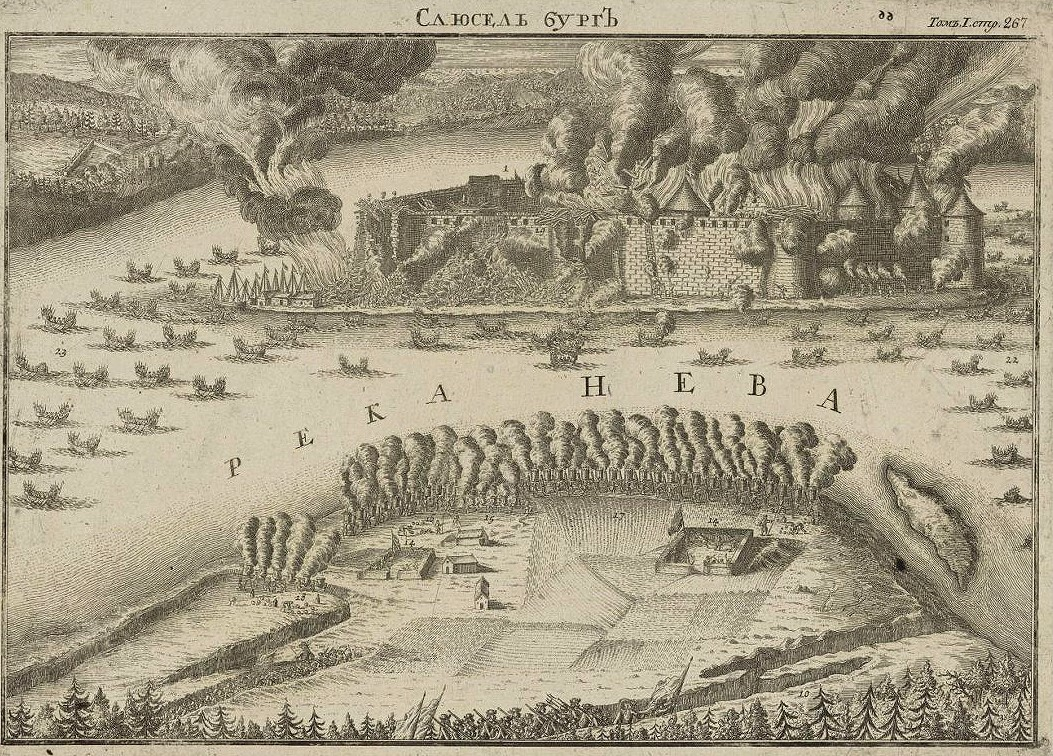
Gravyr av slaget om Nöteborg 1702 av Alexei Zubov, 1713.

Under de gångna åren hade Peter varit ivrigt sysselsatt att rekonstruera sin vid Narva så illa medfarna armé. Hans i antal överlägsna stridskrafter hade med framgång opererat mot östersjöprovinsernas fåtaliga försvarare. En svensk styrka under Wolmar Anton von Schlippenbach lyckades den 5 september 1701 besegra en rysk armé under Boris Sjeremetev vid Rauge i östra Livland. Men efter Schlippenbachs nederlag i slaget vid Errastfer den 30 december och i slaget vid Hummelshof den 19 juli 1702 hade ryssarna i oktober 1702 tagit Nöteborg och i april 1703 även Nyenskans. Vid belägringen av Nyenskans kom de svenska fartygen Geddan och Astrild som undsättning, men dessa blev tagna vid mynningen av floden Neva av tre dussin ryska roddbåtar under en kort sjöstrid. Den 1 maj 1703 intogs Nyenskans och staden Nyen. På samma plats, vid mynningen av floden Neva, grundade Peter staden Sankt Petersburg den 27 maj 1703 (GS: 16 maj), som han döpte efter sitt skyddshelgon, aposteln Petrus.
I Finland anfördes en gränsarmé på 6 000 man under Abraham Cronhjorts befäl. Han lyckades driva bort ryssarna vid Väsilkovo 1701, men i augusti 1702 blev han besegrad vid Insrishof och blev tvungen att retirera. Ryssarna intog Jama och Koporje 1703, och i juli gjorde Cronhjort ett svagt motstånd mot ryssarna i slaget vid Systerbäck, vilket slutade med återtåg. Vid Joutselkä försvarade han sig sedan så energiskt mot de förföljande ryssarna att dessa drog sig tillbaka till Systerbäck. Själv gick han till Viborg där han nedlade sitt befäl.
Svenskarna hade utrustat eskadrar till Finska viken ända sedan Nyen och Nyenskans fallit, för att blockera all rysk handel över Östersjön. Anledningen till detta var att Sankt Petersburg uppbyggnad hotade det svenska herraväldet, och ledningen i Sverige beslutade att staden skulle intas innan den blev för mäktig. Svenskarna försökte att storma staden 1704–1705, dels genom härjningar, landstigningar och flottbombardemang mot Kronslott, Kotlin och Petersburg. Under ett stort angrepp den 15 juli 1705 dödades mer än en tredjedel av en svensk styrka på 1 500 man. Under sommaren 1706 korsade generalen Georg Johan Maidel floden Neva med 4 000 soldater och besegrade en rysk styrka, men gjorde ingen marsch mot Petersburg. Senare den hösten ledde Peter en armé på 20 000 man i ett försök att ta den svenska staden och fästningen Viborg. Men på grund av dåliga vägar kunde han inte transportera sina tunga belägringskanoner. Trupperna, som kom fram den 12 oktober, var därför tvungna att överge belägringen efter bara några dagar. Den 12 maj 1708 gjorde en rysk galärflotta en snabb räd mot Borgå och lyckades återvända till Kronslott bara en dag innan den svenska stridsflottan anlände för att blockera Petersburg, då de försenades av ogynnsamma vindar.
Under juni och augusti 1704 hade dessutom Dorpat och Narva fallit. Däremot hade ryssarnas försök att driva ut svenskarna ur Kurland, och därigenom klippa av den direkta förbindelsen mellan östersjöprovinserna och den polska krigsskådeplatsen, stoppats av Adam Ludwig Lewenhaupt. Efter dennes seger under slaget vid Saladen den 19 mars 1703 blev han på Karl XII:s begäran befälhavaren för den svenska Kurlandskåren, efter Carl Magnus Stuarts avgång. Under 1704 gick han samman med Jan Kazimierz Sapiehas litauiska rebellstyrkor.
Efter Leszczynskis trontillfälle fick Lewenhaupt som uppgift att upprätthålla dess erkännande. På order av Karl XII brändes minst 20 byar i Litauen, vilket delade litauerna i två läger. En del kämpade nu under svenskt flagg och de andra under Rysslands och Sachsens fanor. Under våren 1704 kom hetmanen Grzegorz Antoni Ogiński med en armé för att driva bort svenskarna från Litauen. Den ryska befälhavaren krävde att Polen skulle ingå i en separat ed med Ryssland, och efter att denna ed gjorts avancerade armén mot fortet Selburg på Daugava. Lewenhaupt och Sapieha bestämde sig för att undsätta fästningen, och strax nära staden Jakobstadt gjorde Lewenhaupt ett anfall mot den polsk-ryska armén. Under slaget vid Jakobstadt den 26 juli tvingades den polsk-ryska armén till reträtt och staden Biržai intogs.
I början av juli 1705 samlade Lewenhaupt sina trupper i Zagarin. Den 12 juli marscherade han mot Gemauerthof efter att ha fått budskapet om att den ryska armén hade intagit staden Jelgava. Man fick reda på att ryssarna hade dragit sig tillbaka efter att en massaker ägt rum i staden. Lewenhaupt bestämde sig för att ge en strid mot ryssarna vid Gemauerthof för att stoppa deras krigsföretag. Befälhavaren för den ryska armén såg detta som en möjlighet att ge svenskarna ett förödande nederlag. Den 16 juli gick de i strid och under slaget vid Gemauerthof besegrades ryssarna på nytt, vilka tvingades retirera mot Jelgava. Trots Lewenhaupts seger blev Kurland ändå ockuperat av ryssarna under augusti.
Under och genom krigets ansträngningar utvecklades tsarens härskarpersonlighet allt mer, och de väldiga krav kriget ställde tvingade honom till brutala ingrepp i det ryska stats- och samhällslivet, vilka slutligen ledde till att det genomgick ett våldsamt omdanande, ett "europeiserande". Efter 1704 förlades även den ryska krigföringens tyngdpunkt till Polen, på inrådan inte minst av den i rysk tjänst inträdde Johann Patkul. Tsaren förstod att det huvudsakliga avgörandet skulle komma på denna krigsskådeplats.

#### Slaget vid Fraustadt och freden i Altranstädt

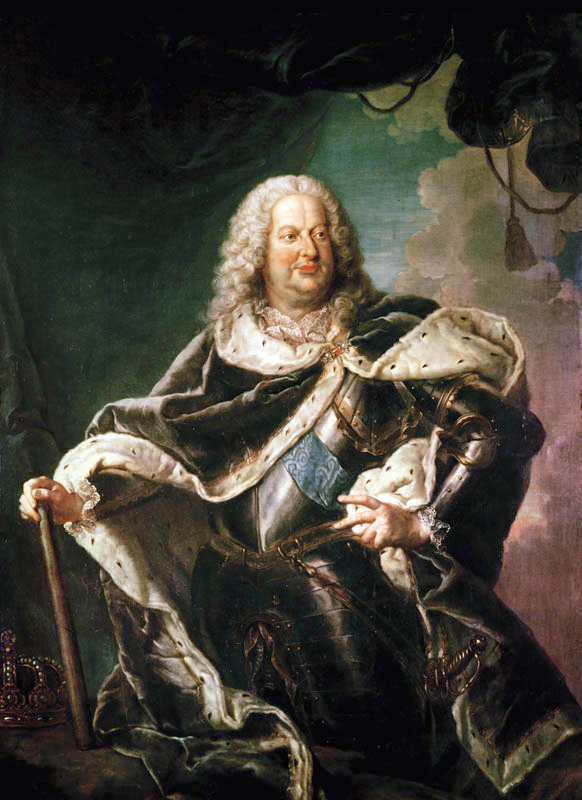
Stanisław I Leszczyński, kung av Polen 1704–1709 och 1733–1736.

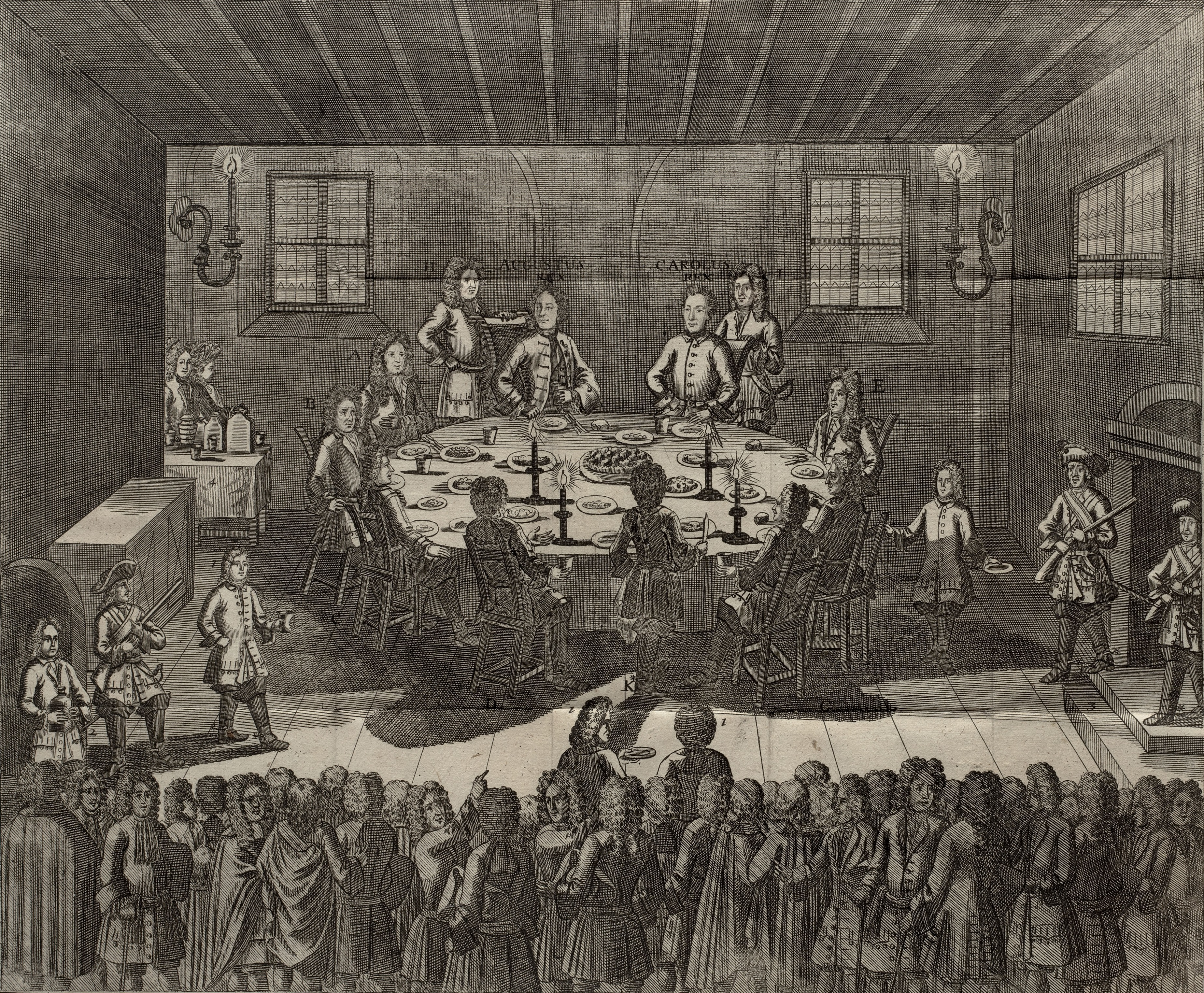
Samtida kopparstick som avbildar den officiella middagen efter undertecknandet av freden i Altranstädt.

För att trygga sina framgångar var Peter ivrig att stärka Augusts parti i Polen och hade därför sänt dit betydande trupper. På senhösten 1705 sammanträffade han med August i Grodno (beläget i nuvarande västra Belarus) för att avtala om vilka åtgärder som närmast skulle göras. Medan Carl Gustaf Rehnskiöld bevakade Västpolen gick Karl XII vid nyårstiden 1706 i ilmarscher för att inringa Grodno, där August ännu befann sig tillsammans med en rysk kår under befäl av fältmarskalk Georg Benedict Ogilvy. August lyckades med en kavalleristyrka komma ut ur den av Karl XII inneslutna staden och skyndade därefter åt väster för att falla Rehnsköld i ryggen, som samtidigt anfölls av en sachsisk-rysk armé ledd av Matthias von der Schulenburg som marscherat genom Schlesien. Genom en offensiv kunde emellertid Rehnsköld tvinga Schulenburg till slaget vid Fraustadt den 3 februari 1706. Slaget varade i knappt två timmar och blev en stor svensk seger. Av Schulenburgs 18 000 man stupade 8 000 och 7 600 tog som fångar, medan av Rehnskiölds 10 200 man endast 424 stupade.
I och med den svenska segern i slaget vid Fraustadt var faran från Sachsen avvärjd. Under tiden smälte de vid Grodno belägrade ryska styrkan snabbt samman genom brist på förnödenheter. I slutet av mars beslöt Ogilvy att försöka undkomma mot söder. Gynnad av isgången i Njemen vann han några dagars försprång och förföljd av Karl XII lyckades han ändå rädda sig genom en flykt över staden Pinsk i Poljesien till trakten av Kiev. Då vårens inbrott gjorde vägarna i dessa kärrmarker ofarbara, stannade Karl XII vid Pinsk i april för att i juni gå mot söder till Lutsk, varifrån han återvände västerut.
Efter inringningen av Grodno skickade nu zaporizjakosackernas hetmanen Ivan Mazepa (kosackernas överbefälhavare) på order från Peter I en armé på upp mot 14 000 kosacker till Litauen för att irritera och attackera de segerrika svenska trupperna i ryggen, och på sikt även hjälpa de 20 000 intvingade ryssarna i Grodno. Detta anade dock Karl XII som genast skickade stora motoffensiver mot kosackernas många baser, ett av dessa blev slaget vid Nieśwież den 13 mars. Johan Reinhold Trautvetter ledde svenskarna till seger under slaget och hans dragoner fortsatte vidare till Lachowicze för att där kunna belägra och stänga in minst 1 000 kosacker och 300 polsk-litauiska soldater i ett slott.
Under tiden skickade Ivan Mazepa en understödsstyrka på 4 700 man. Denna började tåga mot det belägrade Lachowicze i mitten av april och efter några dagars marscher anlände de till staden Kletsk där de slog upp läger. Efter ett tag fick den svenska belägringskaptenen Carl Gustaf Creutz vetskap om detta, och han samlade genast ihop en ryttarstyrka för att möta de kosack-ryska ursprungliga trupperna. Ryttaroffensiven under slaget vid Kletsk den 20 april resulterade i en lyckad överraskningsattack och svenskarna stod som segrare. Creutz tågade sedan till Lachowicze med ett sjuttiotal krigsfångar och när belägrade styrkorna fick reda på nederlaget vid Kletsk försvagades deras försvarsvilja. Svenskarna lyckades den 2 maj inta slottet efter att de försvarande soldaterna kapitulerat.

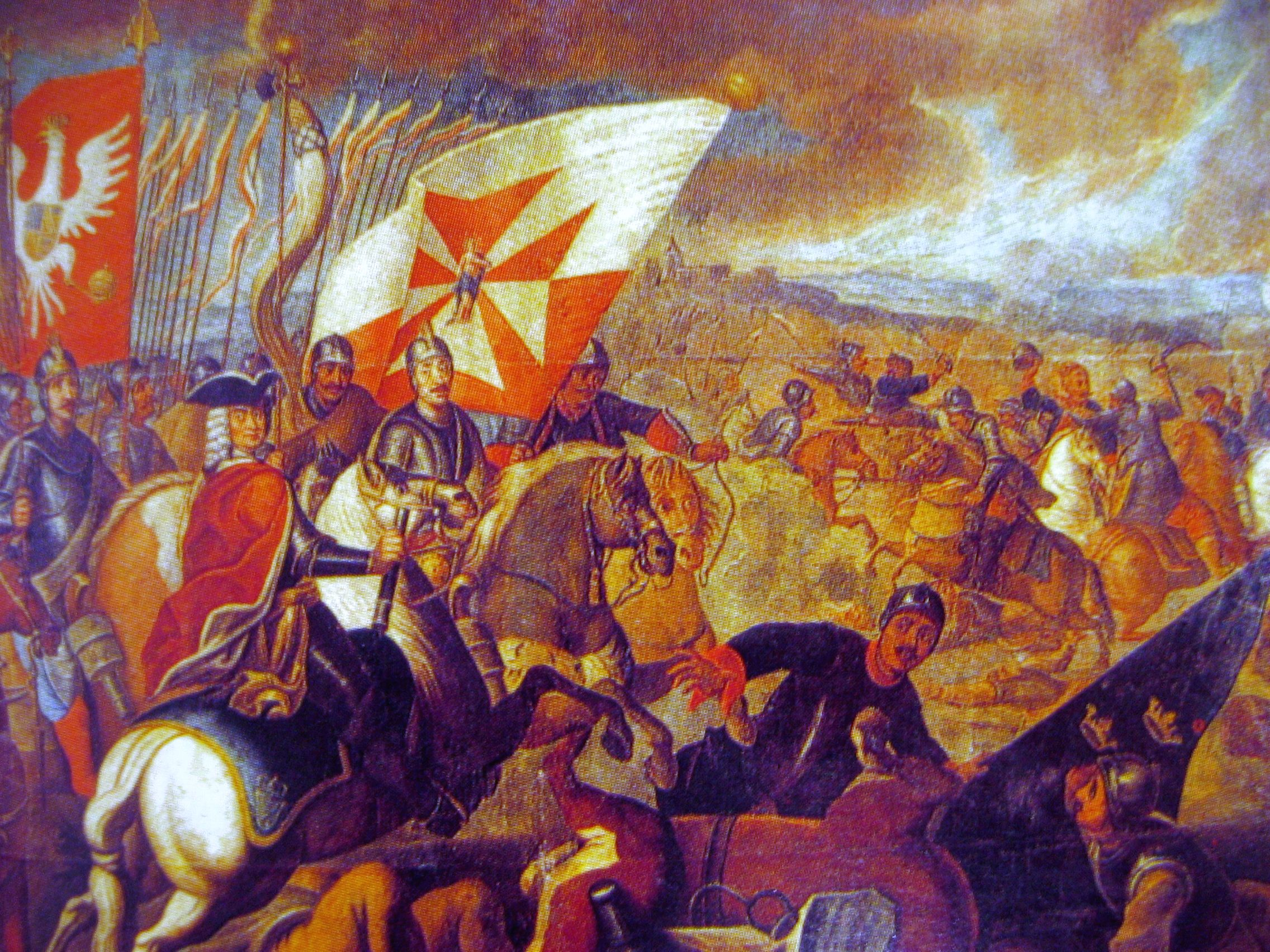
Slaget vid Kalisch 1706.

Efter fransmännens nederlag 1704 och Bayerns erövring av de allierade var nu sjömakternas betänkligheter mot ett svenskt anfall på Sachsen i allt väsentligt övervunna. I augusti 1706 kunde därmed Karl XII gå med sin armé genom Schlesien in i Sachsen och framtvingade freden i Altranstädt den 14 september 1706, i vilken August avstod från den polska tronen och erkände den nya ordningen i Polen. Den svenska huvudhären förlades under vintern i Sachsen, och till dess underhåll tog man ut betydande krigsskatter av de sachsiska ständerna. Karl XII:s högkvarter i Sachsen blev nu för en tid en av den europeiska storpolitikens brännpunkter. Hans segerrykte och hans slagfärdiga armé gjorde honom fruktad och eftertraktad. Preussen, som både eftertraktade Pommern och måste tänka på Ostpreussen och sin nyvunna kungakrona, hade fört en rätt tvetungad politik. Nu valde man dock att sluta en ny allians med Sverige, vilket officiellt skedde i augusti 1707. Ludvig XIV av Frankrike, som ansattes allt hårdare av sina fiender, försökte få Karl XII att inträda på sin sida i det spanska tronföljdskriget. Utsikter för detta tycktes finnas, eftersom allvarliga stridigheter hade uppkommit mellan den svenske konungen och den tysk-romerske kejsaren på grund av den senares partiska gynnande av de sachsiska truppförflyttningarna till Polen och hans medverkan att rädda en flyende rysk hjälpkår undan svenskarnas förföljelse. Läget för Frankrikes fiender såg så allvarligt ut att hertigen av Marlborough fann sig föranlåten att själv besöka Karl XII i Altranstädt. Sedan den engelske härföraren och statsmannen vid detta besök övertygat sig om att Karl XII inte hade några avsikter att gå Frankrikes ärenden, medverkade sjömakterna genom sina diplomatiska framställningar i Wien till en uppgörelse med kejsaren. Fördraget mellan honom och Karl XII, undertecknat den 22 augusti 1707 gav den senare önskad upprättelse. Den eftergift som kejsaren här måste göra till förmån för lutheranerna i Schlesien innebar att dessa återfick sina rättigheter från den westfaliska freden. Detta innebar också en betydelsefull signal åt Österrikes övriga evangeliska undersåtar, särskilt i Ungern, om var dessa vid trångmål kunde förvänta hjälp. På så sätt tvingades kejsaren även indirekt att undvika nya utmanande steg mot den svenske kungen.
Genom freden i Altranstädt tilltvingade sig Karl XII fred med Sachsen, August IIs slutgiltiga accepterande av Stanislav som polsk regent. August tvingades även att överlämna Johann Patkul till svenskarna som dömde honom som förrädare till att han bli levande rådbråkad, steglad, och halshuggen, vilket verkställdes på morgonen den 10 oktober 1707 i den polska byn Kazimierz Biskupi.
Före offentliggörandet av freden i Altranstädt var en svensk styrka på omkring 4 000 man, anförd av Arvid Axel Marderfelt, i förening med omkring 16 000 polacker under Józef Potocki, kvarlämnad i Polen. Denna blev slagen vid Kalisch av en omkring 40 000 man stark sachsisk-polsk-rysk här under kung August och den ryske befälhavaren Aleksandr Mensjikov.

### 1707–1709 – Fälttåget mot Ryssland

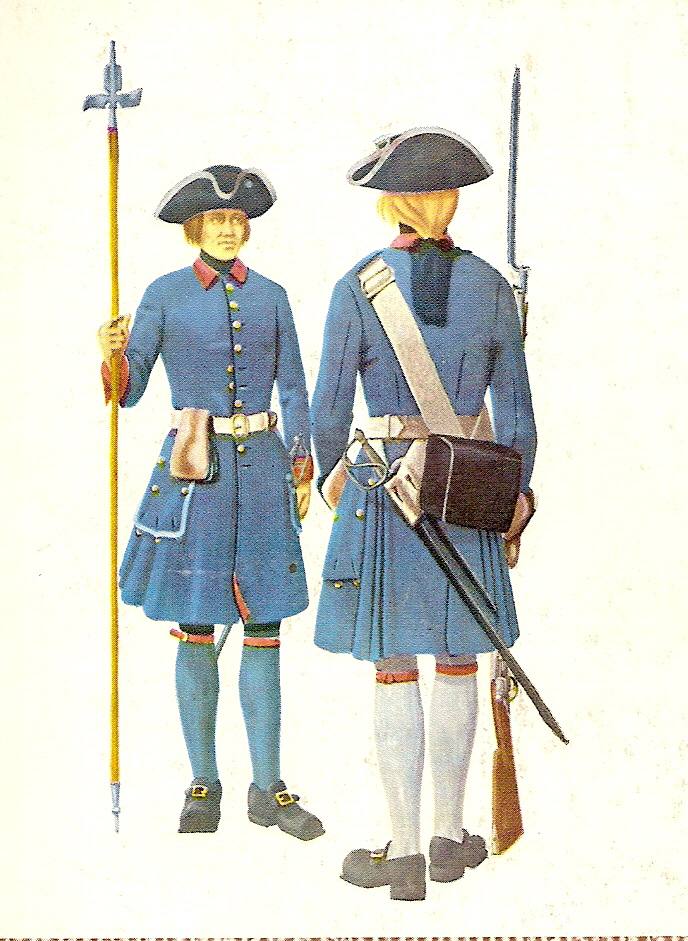
Svenska uniformer av år 1705 från vapenkåren i Uleåborg och Österbottniska regementet.

I augusti 1707 bröt Karl XII upp från Sachsen med en till stor del nyvärvad och välutrustad armé. Det återstod nu för honom att genom tsar Peters besegrande framtvinga en för Sverige fördelaktig och betryggande fred med Ryssland, och därmed även åt detta håll befästa den nyupprättade polska styrelsen. För detta ändamål ville han med samlande av alla disponibla trupper rikta ett avgörande slag mot det ryska rikets centralpunkt, Moskva. Om han lyckades med detta skulle de dittills föga betydande ryska erövringarna i östersjöprovinserna falla av sig själva. I vilken mån Karl XII vid dessa operationer lade vikt vid ett samtidigt angrepp från Finland på tsarens anläggningar vid Neva och på understöd från oroliga element i södra Ryssland är osäkert. Säkert är i varje fall att han förutsåg ett ganska långvarigt krig. För att under tiden göra regeringen i Sverige mera handlingskraftig hade han från Sachsen sänt hem några av sina mest betrodda män: Arvid Horn för att inträda i rådet och Magnus Stenbock för att som guvernör i Skåne styra detta landskap som ständigt hotades av danska erövringsplaner. Karl XII hade efter en besvärlig vintermarsch kunnat utmanövrerat ryssarna ur de egentliga polska områdena samt förmedlat en uppgörelse mellan kung Stanisław och August den starkes anhängare i Litauen och inledde fälttåget mot Ryssland från Vilniustrakten (nära Molodetjno, Minsk) i juni 1708. Han hade då lämnat kvar general Ernst Detlof von Krassow med 8 000 man i Polen, med uppgift att fullständigt konsolidera Stanisławs välde samt att följande år i förening med en polsk armé förstärka de svenska styrkorna.
Inledningsvis medförde Karl XII omkring 34 000 man, och utöver detta beordrade han generalguvernören i Riga, Adam Ludwig Lewenhaupt, att med sin här rycka fram från Kurland för att förstärka huvudhären, medförande betydande förråd. Redan vid denna tid torde den svenske kungen också ha börjat ägna uppmärksamhet åt de framställningar om samverkan mot tsaren som de zaporizjakosackernas hetman Ivan Mazepa i hemlighet låtit göra hos honom, åtminstone sedan hösten 1707. Kungens närmaste avsikt verkar ha varit att genom en framryckning mot Moskva tvinga den ryska krigsledningen till en avgörande strid. Gentemot det hotande angreppet försökte tsar Peter och hans generaler sätta ett kraftigt försvar vid flodövergångarna. Dessutom använde de sig av den brända jordens taktik, så att underhållet skulle försvåras, samtidigt som man försökte oroa och riva upp enskilda svenska truppavdelningar.
I avvaktan på Lewenhaupts anslutning ryckte Karl XII fram långsamt, och kringgick i allmänhet de ryska försvarspositionerna. Endast vid övergången av floden Vabitj vid staden Holowczyn den 4 juli 1708 gick han till anfall. I slaget vid Holowczyn anförde Karl XII personligen Livgardets bataljoner och de ryska försvararna under fältmarskalk Boris Sjeremetiev drevs undan, svårt tilltygade. Svenskarna var endast 12 500 man, medan ryssarna räknades till 39 000 man. Segern i detta slag räknas som en av Karl XII:s främsta. Efter denna lysande seger dröjde den svenske kungen under nio veckor i Mohilew och trakterna närmast öster därom, mellan Dnepr och dess biflod Sozj, alltjämt inväntande Lewenhaupts försenade ankomst. Sannolikt hade han där övertygat sig om svårigheterna av att rycka fram genom de skogiga och glest befolkade trakterna mellan Smolensk och Moskva. Han beslöt att söka en bättre angreppsväg längre söderut, från Severien eller Lillryssland.
Under tiden, i augusti 1708, tågade en svensk armé på 12 000 man under generalmajor Georg Lybeckers befäl mot Ingermanland och korsade Neva från norr. Vid floden stred de mot en rysk styrka under Fjodor Apraxins befäl. Svenskarna segrade, men Lybecker kunde inte fortsätta sitt fälttåg då provianten tog slut. Efter att ha nått Finska viken väster om Kronstadt fick Lybecker och hans armé evakuera via sjövägen mellan 10 och 17 oktober. Över 11 000 man evakuerades och mer än 5 000 hästar slaktades, vilket lamslog den svenska arméns rörlighet och stridsförmåga i Finland under flera år. Peter drog nytta av detta och omplacerade ett stort antal soldater från Ingermanland till Ukraina.
Vid Malatitze den 31 augusti råkade en svensk styrka på 4 000 man, under ledning av Carl Gustaf Roos, på ett överraskningsanfall av en rysk armé på 13 000 man i befäl av Michail Golitsyn. Svenskarna segrade, och vid Rajovka utanför Smolensk lyckas Karl XII den 10 september besegra ryssarna under befäl av Rudolf Friedrich Bauer, till priset av att hans häst blev skjuten.

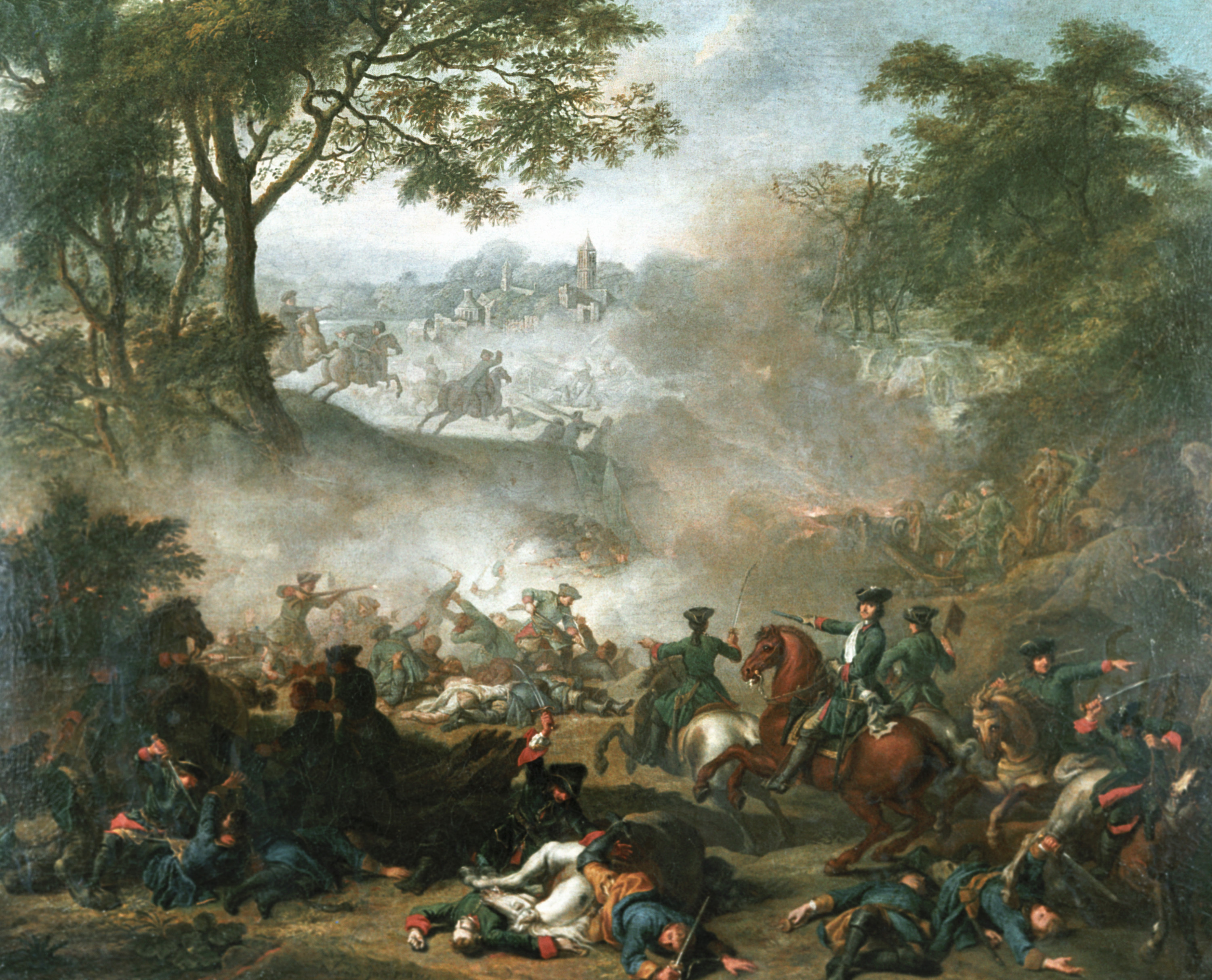
Slaget vid Lesna, av Jean-Marc Nattier, 1717.

När Karl XII den 15 september vände mot söder från Tatarsk, var emellertid Lewenhaupt alltjämt så långt efter, att tsar Peter lyckades hinna upp honom och i slaget vid Lesna den 29 september tillfoga hans armé svåra förluster. Särskilt illa för svenskarna var det att ryssarna kunde förstöra de förråd som Lewenhaupt medförde och som var ämnade för den svenska huvudhären. I Polen blev en polsk-svensk styrka besegrad av den polska Sandomierzkonfederationen vid staden Koniecpol, vilket medförde att Stanisław inte kunde skicka polska förstärkningar till Karl XII. Den svenske kungen började nu också själv stöta på motgångar.
Som chef för en stark förtrupp hade generalmajor Anders Lagercrona till uppgift att säkra vissa stödjepunkter och förbereda huvudarméns vinterkvarter. Han tog emellertid fel på vägen, vilket medförde att ryssarna kunde besätta det viktiga passet vid Potjep, över vilket vägen från Severien ledde åt Moskvahållet, liksom även Severiens huvudort Starodub. Då denna anfallsväg stängdes beslöt Karl XII istället att gå till Lillryssland, dels för att fullborda pakten med Mazepa och för att där kunna få goda vinterkvarter och få en öppen väg över Kiev för det väntade understödet från Polen. Mazepa såg dock ogärna den svenska hären i sitt eget land och fördröjde därför Karl XII:s anmarsch något, vilket medförde att tsar Peters förtrogne Aleksandr Mensjikov hann inta och förstöra Mazepas huvudstad Baturin. Samtidigt, under de första novemberdagarna, lyckades dock Karl XII vid Mezin tilltvinga sig den av ryssarna försvarade övergången över floden Desna. Baturins öde medförde att Mazepa inte lyckades få med sig alla kosacker i sitt uppror mot tsaren. Den svenska hären tvingades alltså att ta vinterkvarter i ett fientligt land, där den oroades genom mindre angrepp, samtidigt som den decimerades fruktansvärt av 1708–1709 års oerhörda vinterkyla. Hären slog läger vid staden Gadjatj, till stora delar nedbränt av ryska trupper. Vinterkölden skördade många offer i både den svenska och den ryska armén. 1709 års fälttåg inleddes med att den svenska armén stormade den ukrainska staden Vepryk den 7 januari. Staden intogs men de svenska förluster var stora.
Den 9 januari lät Karl XII bränna ner Vepryk. Hela den ryska garnisonen samt den svenska armén marscherade till Senkov där de ryska soldaterna blev krigsfångar och den svenska armén marscherade vidare mot sydost. När Peter fick reda på Vepriks fall lät han genomföra en kontroll över samtliga ryska befästningars tillgång till vatten och ammunition, eftersom brist på sådant var huvudorsaken till Vepriks fall. Den svenska armén stannade i trakten runt Veprik och Senkov någon vecka efter stormningen, medan ryska styrkor befann sig några mil österut i trakten kring floden Vorskla och vid Psiol, en flod till väster. Natten mellan den 27 och 28 januari bröt den svenska armén upp från Senkov och påbörjade den så kallade februarioffensiven. Den marscherade mot sydost till staden Oposjnja, där den besegrade en rysk styrka under Mensjikovs befäl. Den 30 januari gick man över Vorskla och marscherade till Kotelva, där den stannade till den 9 februari. Den 11 februari möttes svenska och ryska förband några kilometer utanför byn Krasnokutsk. Efter en kort strid drog sig de ryska förbanden under Carl Ewald von Rönne tillbaka. De förföljdes ända till Gorodnoje, där ryska förstärkningar fanns, varvid de svenska förbanden tvangs att retirera. I sydväst lyckades Boris Sjeremetiev slå tillbaka svenska förband under Carl Gustaf Creutz, samt vinna en liten drabbning över ett svenskt dragonregemente i Rasjovka. Den 30 mars förenade sig cirka 1 500 zaporizjakosacker med den svenska armén.

#### Vändpunkten vid Poltava
Om innebörden av de krigsföretag som Karl XII företog under vintern 1708−1709 är meningarna delade. Likaså är det svårt att säga vilka förberedelser som då gjordes för sommarens fälttåg. Att det bedrevs underhandlingar med zaporizjakosackerna och med Rysslands stamfiender krimtatarerna är säkert, liksom även att Karl XII försökte driva på kung Stanislaws och von Krassows anmarsch från Polen över Kiev. Anslutning av kosackerna vanns också i mars 1709, medan den polska förstärkningen visade sig dra ut betydligt längre på tiden än vad som beräknats. Antagligen i syfte att sysselsätta fienden och locka ut honom på fältet började Karl XII i maj 1709 belägra den befästa staden Poltava vid floden Vorskla. Tsar Peter ryckte med en här på omkring 50 000 man till dess undsättning. Under en rekognoscering hade Karl XII sårats svårt i foten och kunde därför inte som brukligt var föra befälet, och underrättelser om detta verkar ha gjort tsaren böjd att våga ett fältslag. Han gick över Vorskla och slog upp ett befäst läger norr om Poltava. Trots sin skada ville Karl XII inte försumma ett tillfälle att ta upp striden med tsaren och han befallde därför Rehnskiöld att gå till anfall. Angreppet verkställdes den 28 juni med 18 000 svenska soldater och slutade med nederlaget i slaget vid Poltava. De svenska förlusterna uppgick till omkring 8 000 man i döda och 3 000 i fångar, bland de senare Carl Piper och Rehnskiöld. Den återstående delen av hären tvingades att marschera söderut längs Vorskla.

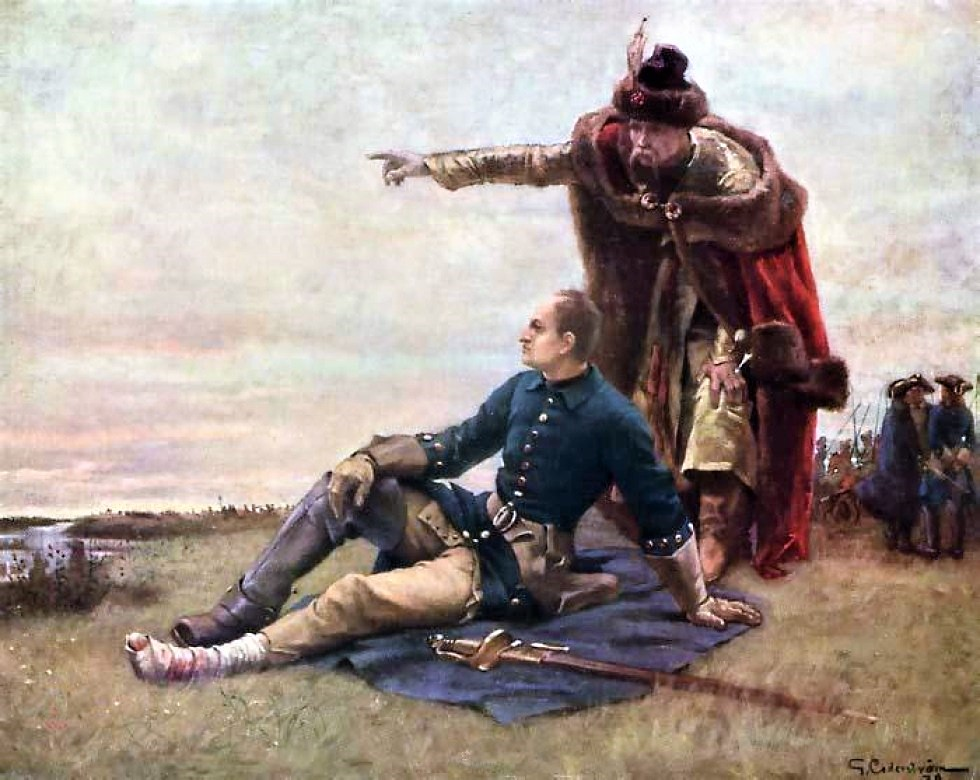
Ivan Mazepa uppmanar Karl XII att sätta sig i säkerhet på andra sidan Dniepr. Bilden från 1879 föreställer målaren Gustaf Cederströms nationalromantiska tolkning av det historiska förloppet.

Karl XII:s avsikt var nu att föra in sina trupper på tatarernas område för att där uppbåda stöd och fullfölja kampen. Bland hans underchefer rådde emellertid förvirring och delvis modlöshet. Sedan hären kommit fram till det ställe där Vorskla rinner ut i Dnepr förmåddes Karl XII av generalerna att med ett följe på omkring 400 man, utöver Mazepa och ett par tusen av hans kosacker som på eget bevåg beslutat följa med, gå över Dnepr för att skynda före till tatarerna och förbereda härens mottagande. De övriga trupperna skulle sedan under ledning av Adam Ludwig Lewenhaupt och Carl Gustaf Creutz föras över efteråt. Sedan kungen avtågat grep emellertid modlösheten omkring sig bland de kvarvarande befälen. När en rysk strövkår på omkring 9 000 man under Alexander Mensjikovs befäl dök upp i norr kapitulerade de utan försök till motstånd, trots att svenskarna var numerärt överlägsna ryssarna. Genom kapitulationen vid Perevolotjna den 1 juli råkade totalt 18 367 personer i rysk fångenskap.

### Efter svenskarnas nederlag vid Poltava
Efter nederlaget vid Poltava uppehöll sig Karl XII från augusti 1709 till september 1714 på olika platser i det Osmanska riket, främst i Bender (i nuvarande Moldavien) och i närheten av Adrianopel (inte långt från Konstantinopel). Därifrån hade han begränsade möjligheter att organisera och leda styret av Sverige i allmänhet och dess militär i synnerhet. Dessutom var större delen av den armé som han förfogat över på kontinenten i rysk fångenskap. Som en följd av detta kunde hans fiender åter angripa de svenska besittningarna runt Östersjön. Traventhal- och Altranstädtfrederna bröts och August kunde fördriva Stanislav ur Polen.
När det från 1711 blev allt tydligare att det spanska tronföljdskriget närmade sig sitt slut, och ännu mera sedan freden kommit till stånd i freden i Utrecht 1713, började sjömakternas intresse för att begränsa stora nordiska kriget att avta. Deras Östersjöhandel led avbräck genom Karl XII:s förbud mot all fartygstrafik till de svenska hamnar som erövrats av tsar Peter, och därmed minskade det tidigare stödet för Sverige. Ytterligare en faktor som bidrog till försämra Sveriges ställning gentemot England var att Georg I besteg tronen i Storbritannien år 1714, och som kurfurste av Hannover var han intresserad av att lägga de svenska besittningarna Bremen och Verden under sig. Samtidigt kunde nu Preussen disponera de styrkor som tidigare slagits mot Frankrike till en erövring av svenska Pommern. Det är inte osannolikt att framgångsrik diplomati hade kunna förhindra Hannovers och Preussens öppna anslutning till Sveriges fiender, men från Osmanska riket kunde en sådan politiks insats svårligen ledas. Dessutom torde Karl XII ha saknat en fullständig klarhet över det allmänna politiska läget i Europa i stort och för Sverige.
Sammantaget ledde dessa faktorer till att Sverige, som tidigare drabbats jämförelsevis lite av kriget, efter 1709 fick se större delen av kriget utspelas på sin egen mark eller i de svenska besittningarna.

#### Ockupationen av Östersjöprovinserna och Finland 1710−1721

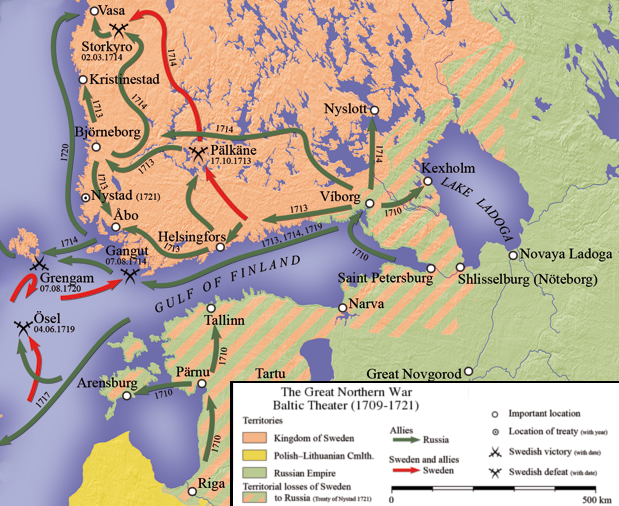
Stora nordiska kriget i Finland.

Under krigets år fanns det finska och baltiska soldater som krigade under svensk flagg i Polen och Ryssland, men flera var också garnisonssoldater i städer och fästningar i de baltiska provinserna. Efter katastrofen i Poltava 1709 kunde den svenska kontinentala armén ge ytterst lite hjälp till de baltiska och finska trupperna. Ryske tsaren sände sina trupper mot östersjöprovinserna och Riga föll 1710 i ryssarnas händer efter åtta månaders belägring. Den livländska adeln och staden Riga kapitulerade den 4 juli (OS)/15 juli 1710 (NS), Pernau i augusti samma år och den estniska adeln och staden Reval den 29 september (OS)/10 oktober (NS). I och med detta blev Estland och Livland integrerade i det kommande Ryska imperiet. Många balter deporterades av den ryska armén, och flera slutade som livegna hos ryska officerare eller såldes som slavar till tatarerna eller osmanerna.
Ryssland erövrade Viborg 1710, och lyckades 1711 avstyra ett svenskt försök att återta staden, varigenom även Karelen förlorades till Ryssland. 1712 sände Ryssland en armé under Generalamiral Fjodor Apraksins befäl för att erövra Finland. Apraksin samlade en armé på 15 000 man till Viborg och inledde fälttåget i slutet av augusti. Den svenska generalen Georg Lybecker med sina 7 500 man valde att undvika ryssarna från deras ställningar nära Viborg och i stället drog sig tillbaka västerut om Kymmene älv med hjälp av brända jordens taktik. Apraksins styrkor kom fram till älven men valde att inte korsa den och drog sig i stället tillbaka till Viborg, sannolikt på grund av förnödenhetsproblem. Svenskarna gjorde flera insatser för att upprätthålla sitt försvar, men de förhindrades av bristen på stöd från den kontinentala armén och från olika garnisoner runt Östersjön. En bidragande orsak var även pesten, vilken drabbade Finland och Sverige mellan 1710 och 1713, och som ödelade landet och dödade bland annat mer än hälften av Helsingfors invånare.
Efter att anfallet från Viborg misslyckats beordrade Peter den store ytterligare fälttåg, nu längs Finlands kust och farlederna nära kusten. Lybecker oroades av de ryska förberedelserna och begärde marina förstärkningar under våren 1713, men dessa kom först efter att den inledande ryska vårfälttåget var över. Den ryska kustflottan med 12 000 man under Apraksins och Peters befäl inledde fälttåget genom att segla från Kronstadt den 2 maj 1713, ytterligare 4 000 ryttare skickades senare via landvägen för att möta upp armén. Flottan anlände till Helsingfors den 8 maj och möttes av 800 svenska garnisonstrupper under general Carl Gustaf Armfeldts befäl. Tillsammans med fartygens roddare hade ryssarna cirka 20 000 man i sitt förfogande. Staden lyckades dock försvara sig mot det ryska landstigningsförsöket, ända tills att ryssarna landsteg vid Sandviken. Detta tvingade Armfeldt att retirera till Borgå efter att ha bränt ner Helsingfors och alla de broar som ledde norrut från staden. Först den 12 maj lyckades en svensk flottenhet under amiral Erik Johan Lillie komma till Helsingfors, men det fanns då inget den kunde uträtta där.
Efter erövringen av Helsingfors marscherade de ryska styrkorna längs kusten mot Borgå för att möta Lybeckers styrkor som Armfelt anslutit sig med. Den 21-22 maj 1713 landsteg en rysk styrka på 10 000 man på Pernå och satte upp ett högkvarter där. Stora förnödenhets- och ammunitionsförråd transporterades från Viborg och St. Petersburg till det nya högkvarteret. Ryska kavalleriet lyckades där gå samman med resten av armén. Lybeckers armé på 7 000 fotsoldater och 3 000 ryttare undvek att möta ryssarna och drog istället allt längre in i landet utan att ens motsätta sig ryssarnas kontroll över Borgåregionen eller den viktiga kustvägen mellan Helsingfors och Åbo. Detta avskilde också kontakten mellan svenska flottan och marktrupperna och förhindrade svenska marinenheter från att skicka fler styrkor. Soldaterna i den svenska armén, som mestadels var finska, tyckte illa om att få upprepade order om återtåg utan att ens få syn på fienden. Inom kort återkallades Lybecker till Stockholm för ett förhör och Armfeldt fick istället ta befälet över den finska armén. Under Armfeldts befäl stred de svenska styrkorna mot de framryckande ryssarna vid Pälkäne i oktober 1713, där ryska överflyglingar tvingade honom att dra sig tillbaka för att undvika bli omringad. Arméerna möttes senare igen vid Storkyro i februari 1714, där ryssarna vann en avgörande seger.
År 1714 riktades de svenska marina styrkorna mot Finland som lyckades kapa den kustnära sjövägen förbi Hangö udd i början av maj 1714. Detta orsakade svåra problem för den ryska försörjningsvägen till Åbo och bortom, vilket gjorde att förnödenheter istället måste transporteras landvägen. Den ryska skärgårdsflottan anlände till området den 29 juni och stannade där tills 26-27 juli när ryska galärer under Peters ledning lyckades stoppa blockaden. Vid Hangö udd möttes de dock av öppet hav och där väntade amiral Gustav Wattrang med den svenska flottan. Den ryska roddflottan gjorde därför halt vid Tvärminne och gjorde ett försök att släpa de lättare fartygen över Hangönäsets smalaste punkt vid Draget. För att hindra detta sände Gustav Wattrang ut Nils Ehrenskiöld för att möta ryssarna på Hangös norra sida, medan Erik Johan Lillie sändes att söka anfalla ryssarna vid Tvärminne på sydsidan. Resterande svenska fartyg i flottan stannade kvar för att bevaka Hangö udd. Ryssarnas försök att släpa fartyg över näset visade sig dock ogörligt. Däremot lyckades den ryska roddflotta att, under en flera dagar lång stiltjeperiod, ta sig runt de svenska segelfartygen med förlust av endast en galär som gick på grund och på så sätt runda Hangö udd den 27 juli. Nils Ehrenskiölds lilla eskader kunde nu anfallas i ryggen utan reträttmöjlighet och upptog därför en försvarsställning i ett sund vid ön Bengtsår norr om Hangö udd. Ett första anfall av 35 galärer kastades tillbaka, varvid ytterligare 80 sattes in. Efter tre timmars strid lyckade ryssarna övermanna eskadern.
Ryssarna tvingade den svenska flottan att dra sig tillbaka och försvara den svenska kusten mot den ryska skärgårdsflottan, som dock kunde plundra Umeå den 18 september. Den ryska skärgårdsflottan utförde inga fler attacker mot den svenska kusten utan bistod istället den framryckande ryska armén i Finland, vilket ledde till att den svenska armén drog sig tillbaka från den finska kusten mellan Brahestad till Torneå. Den ryska armén ockuperade stora delar av Finland mellan 1713 och 1714 och intog Åland där befolkningen redan hade flytt till Sverige den 13 augusti 1714.
Efter segern i Storkyro blev Michail Golitsyn Finlands nye guvernör. Finnarna började föra partisankrig mot ryssarna och ryska plundringar blev allt vanligare, särskilt i Österbotten, men även i Karelen väster om Viborg, samt på Åland. Kyrkor plundrades och städerna Borgå och Jakobstad totalförstördes. Ryssarna använde den brända jordens taktik och brände ner hundratals kvadratkilometers skogsområden för att förhindra svenska motoffensiver på finsk mark. Cirka 5 000 finländare dödades och minst 10 000 togs som slavar av de ryska ockupanterna, och bara några tusen skulle återvända hem. De fattiga bönderna gömde sig i skogarna för att undvika ryssarnas härjningar och deras tvångsvärvningsligor. Grymheterna pågick som värst under ockupationens inledning mellan 1713 och 1714. År 1717 blev den beryktade svenska greven Gustaf Otto Douglas, som hade gått över till den ryska sidan under kriget, generalguvernör över Finland, och förknippas därvid med våldsåtgärder, utpressningar och grymheter.

#### Dansk-svenska kriget 1709−1719

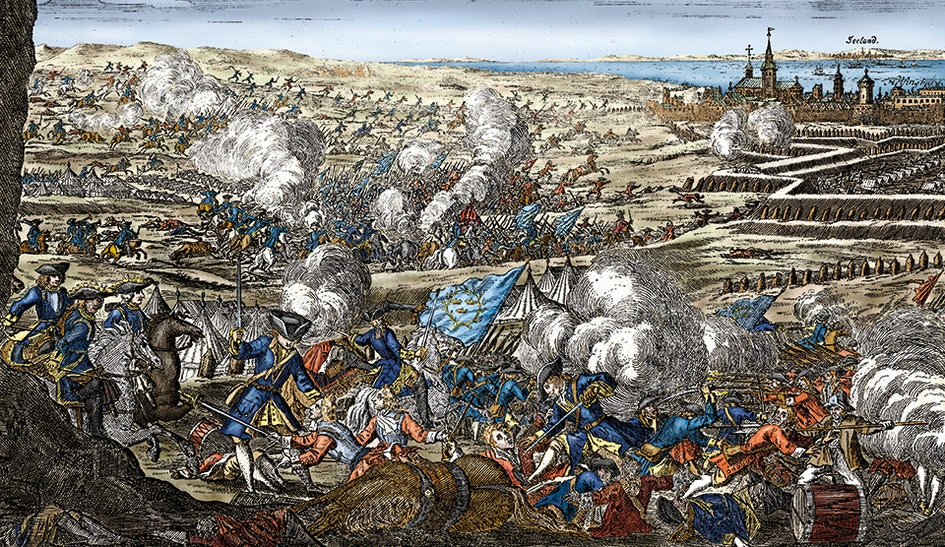
Slaget vid Helsingborg 1710.

Danmark och Ryssland började planera en anfallsplan mot Sverige genom en kniptångsmanöver, i vilken Danmark skulle erövra södra Sverige, medan Ryssland skulle erövra Finland. Under senhösten 1709 förberedde danskarna en invasion av Skåneland och samlade en stor flotta i Öresund. Den 1 november ankrade den på redden utanför Råå, och landstigningen påbörjades den 2 november. Den danska invasionshären på 15 000 man leddes av general Christian Ditlev Reventlow och mötte praktiskt taget inget motstånd av svenska sidan. Efter nederlaget vid Poltava hade de regementen som då upphört att existera åter börjat bemannas, men den svenska armén var fortfarande i uselt skick. På sensommaren 1709 disponerade guvernören i Skåne, general Magnus Stenbock, endast ett stridsdugligt regemente på 1 500 man.  Det svenska motanfallet fick därför vänta och trupperna drog sig istället tillbaka till Småland. I december hade danskarna erövrat nästan hela centrala Skåne utom Malmö och Landskrona. Danskarna hade som mål att erövra den svenska flottbasen i Karlskrona. I januari 1710 besegrade de en mindre svensk styrka utanför Kristianstad, vilket säkrade övergången av Helge å, och erövrade sedan Karlshamn.
Samtidigt arbetade Magnus Stenbock med att stärka den svenska kontinentalarmén. Flera nya regementen samlades i Växjö och fick dagligen öva på en frusen sjö utanför staden och blev tilldelade uniformer ur militärförråden. Den 5 februari hade Stenbock förflyttat sig till Osby, där ytterligare förband anslöt sig och han förfogade nu över cirka 16 000 man. Den svenska armén därmed avsevärt större än den efterhand allt mer decimerade danska styrkan. Stenbock hade för avsikt att marschera över Rönneå ner till Kävlingeån och på så sätt skära av danskarnas försörjningslinjer. När Stenbock slutligen kunde tåga in i Skåne drog sig de danska trupperna tillbaka till Helsingborg, där det avgörande slaget sedan stod. I slaget vid Helsingborg lyckades Stenbocks egen armé förinta den danska invasionshären. Resterna av den danska armén sökte sin tillflykt innanför de hastigt uppförda vallarna kring staden. Danskarna hade förlorat över 7 500 man i stupade, sårade eller tillfångatagna hade dessutom förlorat sitt artilleri till svenskarna. Den danska armén var nu tvungen att inställa sig på att försvara staden för att skydda sin reträtt från Skåne. Den svenska armén var efter slaget i betydligt bättre skick än den danska då dess förluster uppgick till 2 800 döda eller skadade. Trots sitt övertag valde Stenbock att inte anfalla Helsingborg, utan istället att belägra staden. Den danska evakueringen av trupperna till Helsingör pågick mellan 4 och 5 mars, och Helsingborg kunde återerövras av Stenbock.
Under september samma år gjordes ett nytt försök av danskarna att invadera Skåne med hjälp av ryska hjälptrupper, men ryssarnas transportflotta förstördes av den svenska flottan under ledning av Hans Wachtmeister vid Køge bugt, vilket förhindrade ett nytt invasionsförsök. Men danskarna, under befäl av Peder Tordenskjold, ville ha revansch mot svenskarna genom att besegra den svenska flottan vid Famer bält, Dynekilen och Marstrand. Danskarna gjorde också tre försök att erövra Göteborg, dels genom stormningar mot hamnen i Nya Varvet och fästningen Nya Älvsborg mellan 1717 och 1719, varav den största skedde vid Nya Varvet i maj 1717. Danskarna gjorde också ett anfall mot staden Strömstad den 8 juli 1717. Men dessa stoppades av de svenska styrkorna, delvis under befäl av Sveriges kommande kung: Fredrik av Hessen. Efter de två misslyckade attackerna mot Göteborg och Strömstad år 1717, fråntogs Tordenskjold för år 1718 befälet över danska flottan i Kattegatt och underställdes schoutbynachten Andreas Rosenpalm.

#### Ockupationen av Svenska Pommern 1711−1715

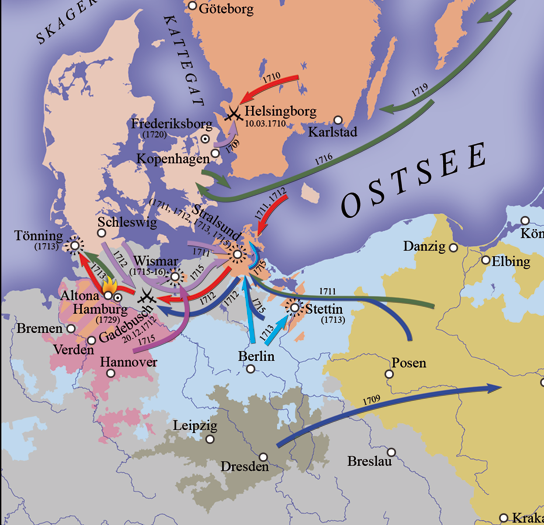
Stora nordiska kriget i Svenska Pommern.

Även Sveriges tyska provinser drabbas av kriget. I norra Tyskland fanns en svensk garnisonsarmén på 11.800 man och Krassow ledde en armé på 8 000 man i Polen med uppgift att upprätthålla Stanislaws styre. När sachsiska styrkor bröt sig in i Polen och en stor pest härjade över norra centraleuropa blev Krassow tvungen att retirera till svenska Pommern.
Den svenska regeringen utfärdade en mobiliseringsorder för svenska Pommern den 8 april 1711; 3 800 man i en femårig tjänstetid. Under 1711 hade pesten kommit till Pommern, och drabbade Krassows armé hårt. Den blev jagad av danska, polska, saschiska och ryska styrkor, men lyckades fly till Stralsund. Jakten som gick genom Tysk-romerska riket (som var neutralt under kriget) möjliggjordes av kejsaren Josef I:s död i april. När hans efterträdare Karl VI kröntes till kejsare beslutade den kejserliga konstitutionen att August den Starke skulle hållas ansvarig för norra Tysklands imperialistiska affärer. Så när de svenska styrkorna drog sig tillbaka till sina fästningsstäder Stralsund, Stettin och Wismar hade 6 000 saxare, 6 000 polacker och 12 000 ryssar följt efter dem från sydost. Dessutom hade 25 000 danskar kommit till riket via Holstein-Gottorp, och när de förenades med de sachsisk-ryska styrkorna kunde de den 7 september 1711 belägra Stralsund.
En svensk armé på 6 000−10 000 man under Magnus Stenbocks befäl överskeppades till Rügen den 25 september 1711, varefter den dansk-sachsisk-ryska belägringsarmén drog sig tillbaka till floderna Recknitz och Peene. Istället för att organisera ett nytt anfall mot Stralsund utkämpade belägringsarmén endast mindre drabbningar med de svenska styrkorna under de följande åren. Stralsunds ståthållare, Carl Gustaf Dücker begärde förstärkningar och i maj 1712 försågs staden med 6 391 fotsoldater och 4 800 ryttare från Sverige. Dücker placerade dessa styrkor i olika garnisoner i Pommern, varav 8 000 man i Stralsunds garnison, medan de allierades styrkor uppgick till cirka 23 000 man.
Under ett fördrag 1711 hade Fredrik IV bestämt att Stralsund tillsammans med norra svenska Pommern skulle tillfalla Sachsen, då han inte var intresserad av Pommern. Men han ändrade sig efter att Storbritannien 1714 anslutit sig till Sveriges fiender i kriget. Redan 1712 hade Danmark och Hannover invaderat Bremen-Verden. Danmark tvingade den svenska garnisonen i provinsens huvudstad Stade, på 2 600 man, att kapitulera. Hannover hade invaderat Bremen-Verden under förevändning att de "skulle beskydda svenskarna från pesten som bars av danskarna". Bremen-Verden blev sedan fördelat på så sätt att ärkebiskopsdömet Bremen ockuperades av Danmark och biskopsstiftet Verden av Hannover .
Stralsund och dess omgivande bygder var av strategisk betydelse då det fungerade som ett brohuvud till det Tysk-romerska riket. Det första danska anspråket till norra svenska Pommern formulerades under 1713. Ett fördrag mellan Fredrik IV och George I färdigställdes under maj 1715, i vilket det danskockuperade Bremen-Verden överfördes till George I i utbyte mot att han går med Danmark i kriget mot Sverige, samtidigt som han överlämnar den del av Pommern som ligger norr om floden Peene samt 30 000 daler till Fredrik IV. När Brandenburg-Preussen, som också ville få en del av svenska Pommern, gick med de allierade under sommaren gjordes ett dansk-preussiskt fördrag där man delade upp svenska Pommern längs Peene, där Danmark gjorde anspråk på den norra delen, med Stralsund, och Brandenburg-Preussen tog hand om den södra delen, inklusive Stettin. Augusts protester och Danmarks inställning att minska sina militära insatser i koalitionen efter fördraget, eftersom Fredrik IV:s menade att han nu skulle få Stralsund ändå, ledde till ett stort gräl i den allierade härledningen.
Stenbocks styrkor drog sig västerut med 16 000 man för att möta de allierade styrkorna vid byn Gadebusch, och lämnade 3 000 man i Stralsunds garnison. Svenskarnas seger 20 december 1712 i Gadebusch och efterföljande marsch västerut innebar en distraktion för de allierade som belägrade av Stralsund. Stenbock stormade och brände ner den danska staden Altona i januari 1713, varvid ryska styrkor brände ner staden Wolgast öster om Stralsund som hämnd. Förföljda av 36 000 polacker, ryssar och saxare kapitulerade Stenbocks styrkor i Tönningen den 16 maj 1713 efter en belägring. Ryska styrkor under Alexander Mensjikovs befäl och en sachsisk armékår marscherade från Tönningen till Stettin, som intogs den 29 september 1713. De fortsatte sedan vidare för att ansluta sig till belägringsarmén utanför Stralsund, som nu åter kunde angripas fritt. Den svenska styrkan kunde dock hålla staden och i november 1714 anlände Karl XII hit efter sin vistelse i det Osmanska riket.

### 1709−1714 − Karl XII:s vistelse i Osmanska riket

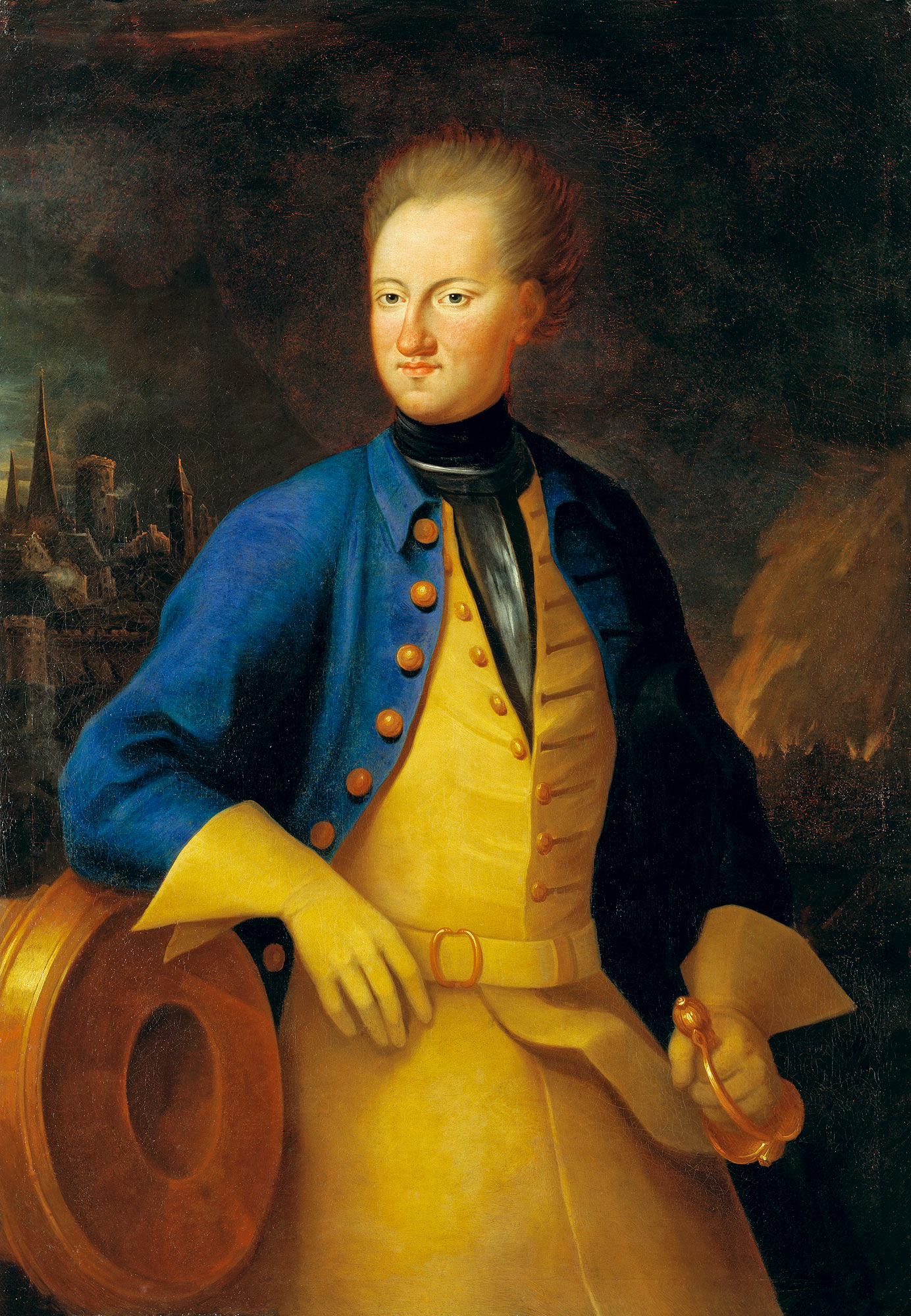
Karl XII i Bender, av Axel Sparre 1715.

Den svenska invasionsarmén var i praktiken eliminerad då den efter det katastrofala nederlaget i slaget vid Poltava och den efterföljande kapitulationen vid Perevolotjna förts till fångenskap. Karl XII med ett följe om cirka 3000 svenskar och kosacker hade dock kunnat evakuera till Bender, en stad i norra delen av det Osmanska riket (i dagens Moldavien), där han slog sig ned i augusti 1709. Det var i Bender som Ivan Mazepa avled den 22 september.
Osmanska riket var i början vänligt inställt till Sverige då de båda makterna hade en gemensam fiende: Ryssland. Den svenska förmågan att påverka Höga porten och dess vasall tatarkhanen avtog dock snabbt. Istället för att vara en betydelsefull bundsförvant till turkarna blev den svenske kungen nu en hjälpsökare, vars egna resurser var tämligen begränsade. Initialt syntes det vara möjligt att påräkna understöd från den polske kungen Stanislaw, men utsikterna till denna hjälp försvann inom kort. Efter budskapet om svenskarnas nederlag i Poltava förnyade kurfursten av Sachsen August den starke, som ju tvingades avsäga sig sina anspråk på Polens tron 1706, omedelbart sina tidigare förbund med tsaren av Ryssland och kungen av Danmark och trängde på hösten 1709 in i Polen. Där anslöt sig hans forna anhängare, vilket tvingade den svenske generalen von Krassow att dra sin redan av sjukdom försvagade här till Pommern, åtföljd av kung Stanislaw som tvingades lämna Warszawa.
Karl XII räknade emellertid med att om den osmanske sultanen Ahmed III förmåddes att starta krig mot Ryssland så skulle en svensk armé kunna tåga von Krassow till mötes, och åter stärka Stanislaws parti. Ett allvarligt hot mot dessa planer var att både August den starke och Brandenburg, som gått in i alliansen mot Sverige, försökte lägga under sig Sveriges tyska besittningar. Det osmanska kriget kom verkligen till stånd år 1711 och avslutades i slaget vid Prut som resulterade i Rysslands fullständiga nederlag och Peter den stores fångenskap hos turkarna. Storvesiren Mehemed Baltadsji lät dock till svenskarnas besvikelse sluta fred med Ryssland redan i juli 1711. Hoppet på en ny osmansk krigsförklaring mot Ryssland växte och krympte därefter beroende på vem som besatt storvesirämbetet i Konstantinopel. Samtidigt gjordes försök från Sverige att undsätta kungen.

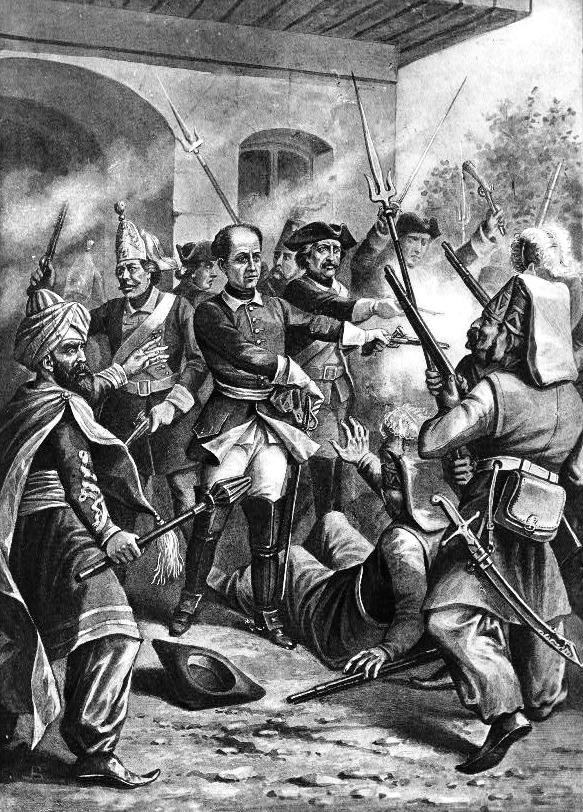
Illustration av kalabaliken i Bender 1713 som framställer en heroiserad Karl XII. Bild av den amerikanske konstnären Augustus Tholey, 1894.

August den starke förde å sin sida ett eget diplomatiskt spel: Genom intriger i Konstantinopel och i samförstånd med tatarkhanen av Krim och seriaskern i Bender försökte han tvinga den svenske konungen ut ur Osmanska riket, varefter han skulle kunna infångas av sina fiender i Polen. Då svenskarna vägrade lämna landet frivilligt utmynnade planerna i ett anfall mot deras läger, vilket dock mötte väpnat motstånd i den så kallade kalabaliken i Bender den 1 februari 1713. Striden slutade visserligen med att Karl XII togs tillfånga men avvisningen stoppades, sultanen blev så förargad över hur den svenske kungen hade behandlats i Bender att han sände khanen i exil, bestraffade andra medkonspiratörer samt återupptog de av Sverige önskade krigsplanerna mot Ryssland. Karl XII ville till varje pris undvika att falla i tsarens eller August den starkes våld, och enligt skrivelser till den svenska beskickningen i Konstantinopel blev han därför hellre turkarnas fånge. Kungen hölls därefter i förvar i Demotika nära Adrianopel, inte långt från Konstantinopel. Från april till början av november 1713 vistades Karl XII på slottet Timurtasch, men återvände sedan till Demotika. Under omkring elva månader av sin fångenskap låg Karl XII till sängs, en tid på grund av sjukdom men även för att lättare kunna avvisa osmanska dignitärers önskemål om förhandlingar. Osmanska riket förklarade till slut Ryssland krig den 30 april 1713, men det nya kriget blev lågintensivt och kortvarigt och utsikterna till verkligt understöd försvann åter. Karl XII hölls dock kvar. Ali pascha, som på våren 1713 trädde fram som ledare i Osmanska riket (från början av 1714 som storvesir), var först och främst intresserad av att skapa varaktigt betryggande uppgörelser med både Ryssland och Polen. I detta sammanhang ville han utnyttja den svenske kungens fruktade person som ett påtryckningsmedel, varför han lade alla möjliga hinder i vägen för Karl XII:s avresa. Peter den store var tvungen att dra tillbaka sina styrkor från Tysk-romerska riket för att följa fördraget i Adrianopel, som slöts den 25 juni 1714 till följd av Prutkampanjen.

### 1714−1715 − Karl XII återvänder till Sverige

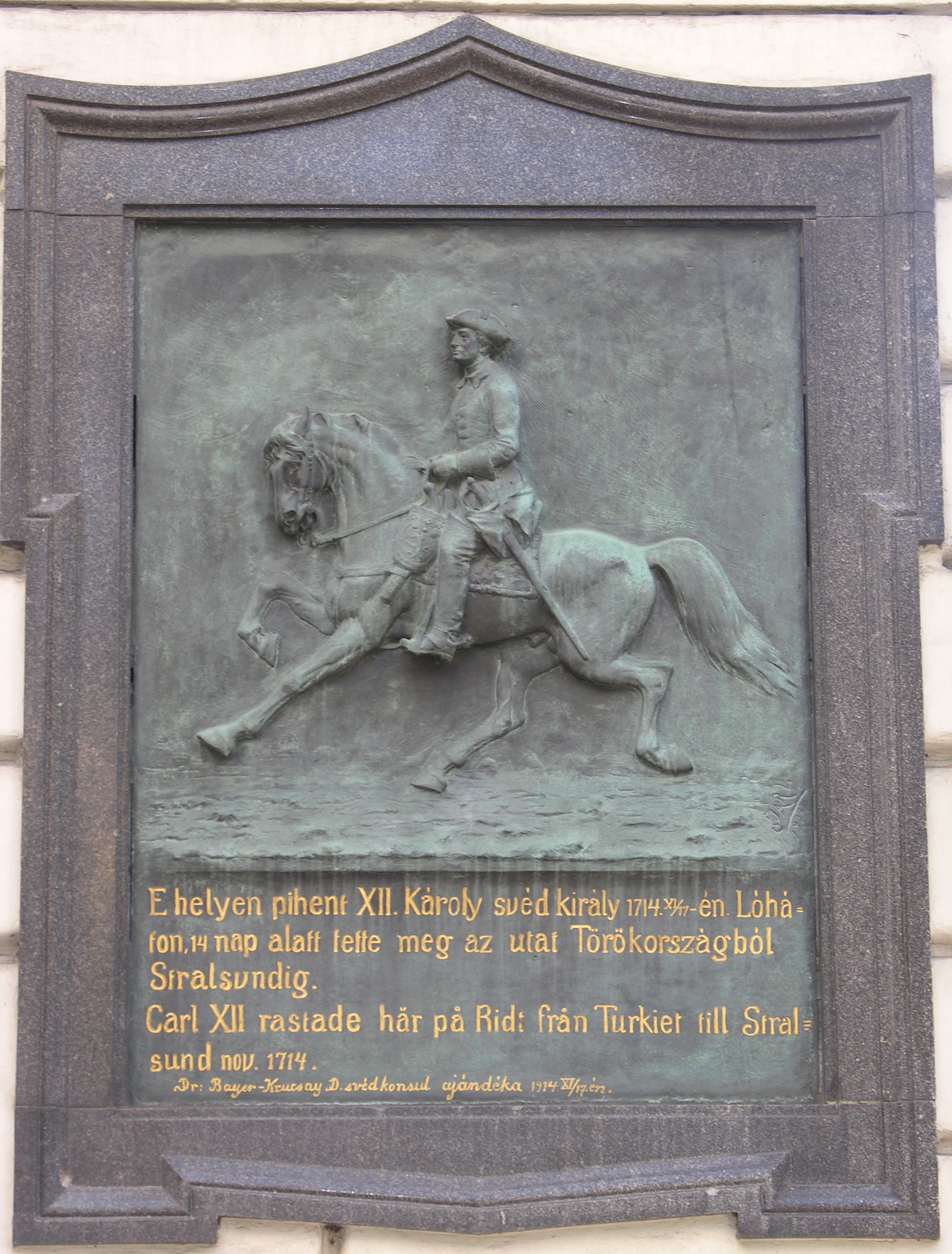
Minnestavla över Karl XII:s ritt i Budapest.

På våren 1714 fanns det inte längre någon anledning för storvesir Ali pascha att hålla kvar Karl XII i sitt rike, som slutit en överenskommelse med kung August efter freden i Rastatt mellan Österrike och Frankrike och den därefter ökande krigsfaran för Höga porten från Österrikisk sida. Den osmanska eskort som tidigare utlovats kom inte längre i fråga och det var dessutom med vissa svårigheter som kungen kunde erhålla begärda pass. För sitt hemvändande från Osmanska riket behövde Karl XII dessutom försäkringar om att inte kidnappas under vägen, liksom penningunderstöd för sitt eget och sina följeslagares underhåll. Utöver de summor som han och hans svenskar tidigare fått låna av osmanerna lyckades han också förhandla fram pengar från européer i Konstantinopel. För att ta hand om den återbetalning som skulle ske i Sverige skickade de osmanska fordringsägarna ombud som medföljde de återvändande svenskarna. På vägen tillbaka var Schlesien och Sachsen mycket farliga att beträda, då kung August där lätt kunde ordna ett överfall, och även Preussens område borde i största mån undvikas. De enda vägar som Karl XII med någon trygghet kunde följa ledde genom den tysk-romerske kejsarens länder. Efter en svensk framställning hade den tysk-romerske kejsaren tillförsäkrat de hemvändande fri genomfart. Karl XII valde en rutt som genom Siebenbürgen och Ungern ledde längs Donau, därefter över huvudsakligen bayerskt område till Frankfurt am Main samt till Kassel, vars kurfurste var släkt med honom. Därifrån gick vägen tämligen rakt mot Stralsund. Den 20 september 1714 bröt han upp från Demotika och sammanträffade den 16 oktober i Pitești (i Valakiet, nuvarande Rumänien) med den av general Axel Sparre anförda svenska och kosackiska kolonin från Bender. Bland kosackerna befann sig Pylyp Orlyk, Ivan Mazepas nominelle efterträdare som hetman, som följde med till Sverige och vistades där till 1720.
Den 27 oktober red Karl XII och ett mindre sällskap före resten av kolonin och var efter drygt ett par veckor åter på svensk mark, när han den 11 november 1714 anlände till Stralsund. Han valde att stanna en tid i staden och planerade att Stralsund, med dess garnison på 17 000 man, skulle utgöra bas för en förnyad svenskt offensiv mot Peter den store. Planerna byggde på en tvåfaldig attack av en svensk armé från Pommern och en turkisk armé från söder. Han letade efter nya allierade och ingick ett fördrag med Brandenburg-Preussen, men var ovillig att godta Fredrik Vilhelm I:s anspråk på Stettin och en betalning på 400 000 riksdaler. I april 1715 förklarade Brandenburg-Preussen istället krig mot Sverige.
Trots att Georg I inte var inblandad i kriget som kung av Storbritannien, utan endast som hertig av Hannover, fick den danska flottan stöd i belägringen av Stralsund av åtta brittiska fartyg, under befäl av den brittiske amiralen John Norris. I juli ryckte de allierade styrkorna fram till Stralsund från landsidan och i november överfördes en dansk-sachsisk-preussisk armé till Groß Stresow, där en svensk trupp under Karl XII försökte bjuda motstånd. Svenskarna besegrades dock och när Rügen blev ockuperat anslöt sig koalitionsarmén till belägringstrupperna vid Stralsund. Staden var då i tämligen gott försvarsstånd; försvararna byggde under belägringen en mängd framskjutna verk och försvaret leddes av kungen själv. Först 2 november 1715 öppnade fienden artillerield; i december 1715 började staden likna en grushög och redan 12 december 1715 var en bräsch skjuten i stadsmuren. Natten till den 12 december 1715 lämnade Karl XII staden för att segla över till Skåne och följande dag tvingades staden kapitulera. Under april 1716 kapitulerade även svenska Wismar till de allierades styrkor, vilket innebar att Sveriges sista utpost i norra Tyskland nu hade förlorats.
Karl XII hade lämnat dagens Sverige i början av oktober 1700 och återkom vid Stralsunds fall i december 1715, drygt 15 år senare. Han återkom inte till Stockholm före sin död utan upprättade ett högkvarter i Lund varifrån den fortsatta planeringen av kriget skedde.

### 1716−1718 − Fälttågen i Norge

Carl Gustaf Armfelts fälttåg i Trøndelag 1718–1719.

Fortsättningen av stora nordiska kriget gällde det egentliga Sverige. Genom ett anfall mot Norge februari–juli 1716 hade Karl XII sökt att på avgörande sätt försvaga Danmark, men anfallet misslyckades på grund av norrmännens kraftiga motstånd och bristen på försörjning av livsmedel till den svenska hären. En rysk här överfördes kort därefter till Själland för att delta i ett anfall på Skåne.
Angreppet från Själland skulle ha inkluderat medverkan av en engelsk eskader men inställdes hösten 1716 på grund av tsarens misstro till sina allierade och även hans respekt för Karl XII:s krigföring. Därmed brast även sammanhållningen mellan Sveriges fiender. Den engelsk-hannoveranske kungens ängslan över att de ryska trupperna skulle stanna kvar i Tyskland gjorde honom till Peters fiende och en gruppering England-Danmark mot Ryssland-Preussen framträder. Ryssland förbinder sig närmare med Preussen genom traktaten i Havelberg 1716. August intar en mera obestämd ställning närmast lutande åt den ryska sidan.
Det är denna situation som Goertz, Karl XII:s främste rådgivare i utrikespolitiken, söker utnyttja till att helt spränga alliansen, spela ut den ena gruppen mot den andra och genom underhandlingar skaffa Sverige en tillfredsställande fred. Goertz hade knutit förbindelser med tsaren och i maj 1718 började i den åländska skärgården underhandlingar som var avsedda att åstadkomma fred och möjligen till och med förbund mellan Sverige och Ryssland. Dessa förhandlingar ur vilka tidvis framskymtade tanken på en sammanslutning Sverige-Ryssland-Preussen-Frankrike-Spanien följdes med största spänning i hela Europa. I augusti 1718 avvisade Karl XII de ryska fredsförslagen, som föreföll alltför hårda. Det är möjligt att detta avvisande var avsett att vinna tid till dess det avsedda krigsföretaget, Norges erövring, fullbordats, varefter Danmark skulle varit förlamat och Sverige i ett annat och förmånligare läge. Goertz hade samtidigt hållit hemliga förhandlingar i gång med Georg I av England varigenom utvägar åt olika håll hölls öppna.

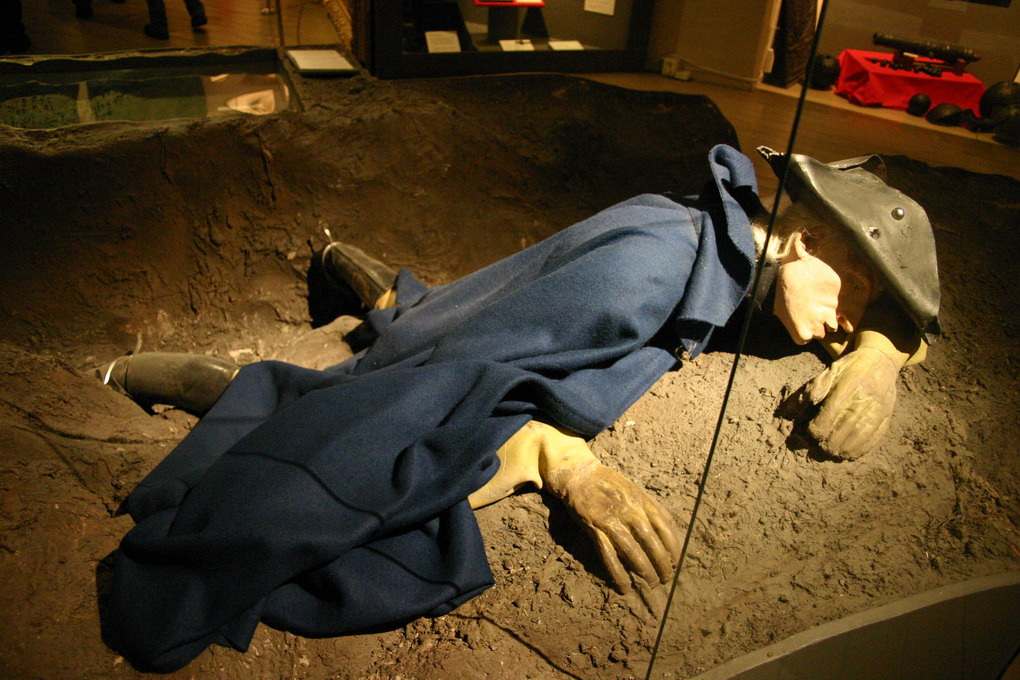
Representation av Karl XII efter att han blev ihjälskjuten, från museet vid Fredriksborgs fästning. I verkligheten stod han upp i en skyttegrav.

Men nu hade kungen skrivit ut kring 40 000 man. Äldre tiders historiker har ofta beskrivit denna armé som bestående av underåriga rekryter, men detta påstående har senare kunnat avfärdas av modern forskning.
Planen var att general Carl Gustaf Armfeldt skulle ta en styrka på 5 000 man och anfalla det nordliga Trondheim. Det skulle kapa Norge på mitten, men Trondheim var också en viktig stad och dess erövrande skulle betyda mycket för fälttåget. Själv skulle Karl XII ta huvudstyrkan i söder och gå genom Halden mot Kristiania. I november belägrades fästningen Fredriksten nära Halden, och under kungens direkta order framskred belägringen mycket fort. Ibland kallad "Norges nyckel", var Fredriksten av avgörande betydelse för fälttåget, eftersom den var en knutpunkt i det visserligen primitiva men viktiga norska vägnätet. Tanken var att utan fästningen skulle de danska trupperna i Norge vara helt avskurna från övriga Danmark och därmed ge upp ganska snart. Det var en realistisk plan men fästningen var svårintaglig och trupperna som försvarade den var väl förskansade med stora förråd av både mat och vapen. Men belägringen fortskred sakta och en svensk erövring låg inom räckhåll.
Den 30 november träffades Karl XII av en kula som genomborrade bägge tinningarna och direkt medförde döden. Fälttåget avbröts; sydarmén marscherade tillbaka till Sverige medan nordarmén stod kvar utanför Trondheim längre norrut. Så snart Armfeldt varskoddes om kungens död och att huvudanfallet avbrutits beslöt även han att retirera. Det blev en hård återmarsch genom kallt klimat där soldaterna led svårt av törst och kyla, och även överraskades av en snöstorm. Hälften av dem, 3 000 man, kom aldrig tillbaka från vad som kallats Karolinernas dödsmarsch.

### 1719−1721 - Ryska härjningar i Sverige

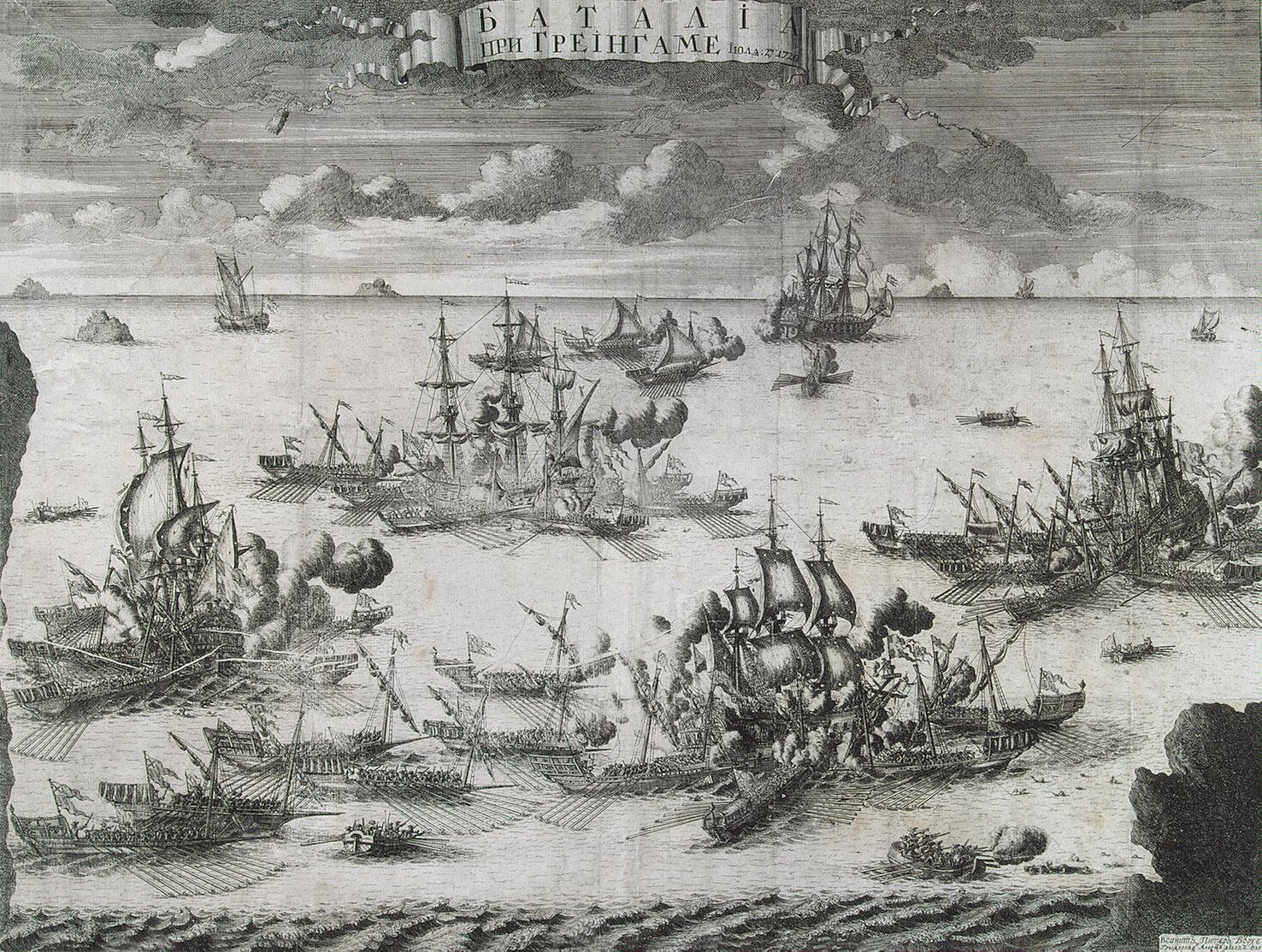
Den ryska flottan stoppas av den svenska under slaget vid Föglöfjärden 1720.

Efter sin död efterträddes Karl XII på den svenska tronen av sin syster Ulrika Eleonora i januari 1719, men först efter att hon hade gått med på enväldets avskaffande. Den nya drottningen kom dock snabbt på kant med riksrådets ledning på grund av att hon försökte fortsätta ett enväldigt regentstyre. Hon började dessutom förespråka att få samregera med sin man, Fredrik av Hessen, vilket rådet motsatte sig. När Ulrika Eleonora istället förklarade sig villig att avsäga sig regerandet till förmån för Fredrik gick rådet med på det och han valdes till Sveriges kung i mars 1720 som Fredrik I. Alla dessa politiska turer om den yttersta makten i Sverige innebar att mycket litet blev gjort i form av svenska offensiva militära insatser i kriget. De styrande sökte endast att få fred och fullföljde inte med vederbörlig energi och skicklighet de uppslag som getts under Karl XII:s sista tid. Exempelvis blev Goertz, som mäklade fred med Ryssland, gripen och avrättad under Ulrikas Eleonora första tid som regent.

Under de tre sista krigsåren kunde den ryska flottan härja längs svenska ostkusten för att tvinga den svenska regeringen till eftergifter i fredsförhandlingarna på Åland. År 1719 plundrade och brände flottan i Stockholms skärgård och under de två följande åren återkom ryssarna med sina skövlingar längs norrlandskusten. 

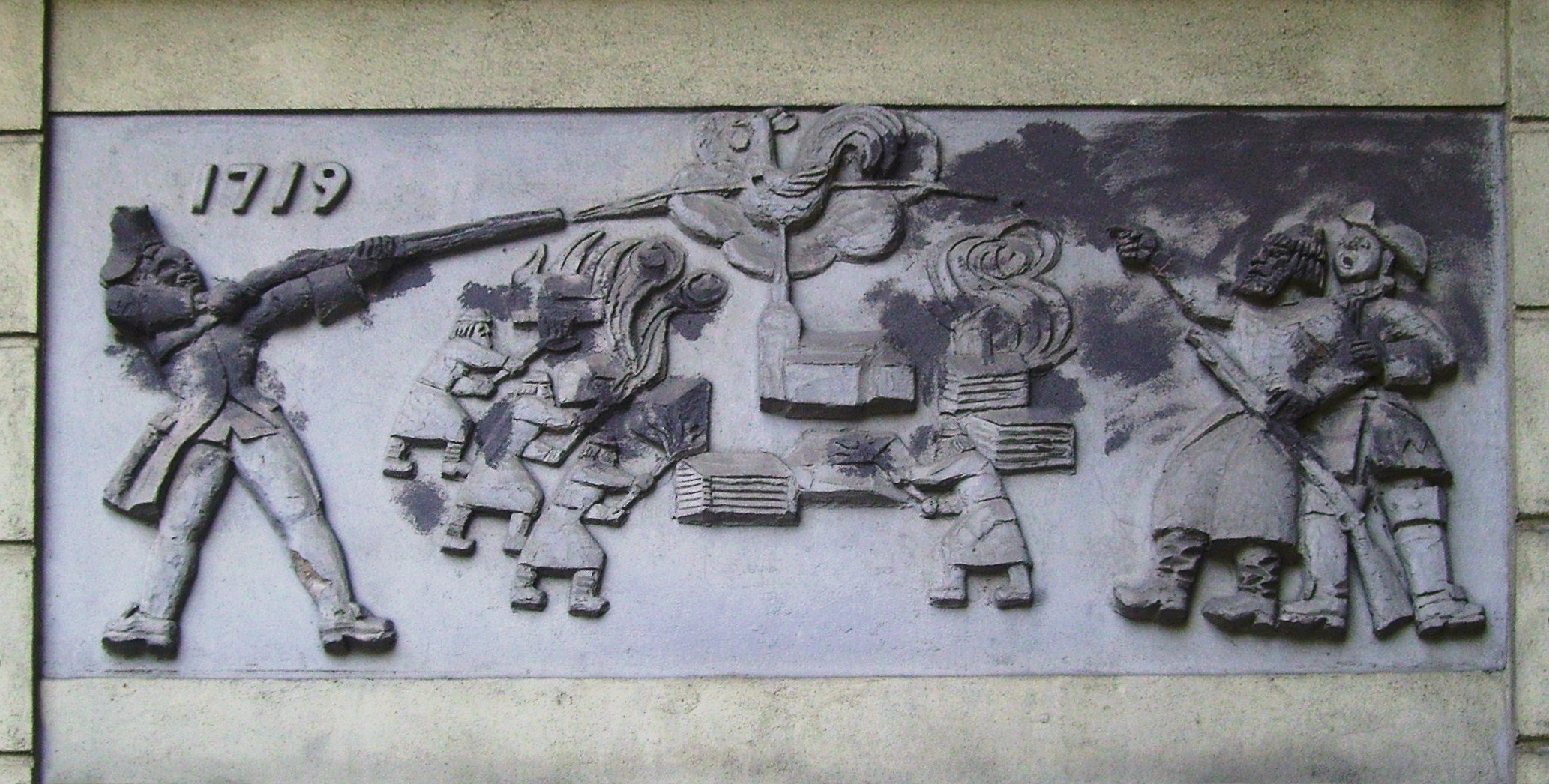
Foto av detalj på en banklokal i Södertälje föreställande rysshärjningarna i staden 1719.

#### Sommaren 1719
I slutet av juni 1719 sammanstrålade den ryska högsjöflottan från Reval och galärflottan från Åbo vid Hangö. Den 28 juni avseglade galärflottan mot åländska Lemland medan linjeskeppen bildade en skyddslinje längre söderut för att skydda galärflottan mot den engelska eskader under amiral John Norris som patrullerade i södra östersjön. Den 10 juli var alla förberedelser klara och galärflottan lättade ankar. Den 11 juli nådde den Söderarms skärgård och Kapellskär där den delade upp sig i två avdelningar.
Den norra avdelningen under Peter von Lacy brände ner bland annat Öregrund, Östhammar, Forsmarks bruk och Lövstabruk. Målet med operationen var att bränna Gävle, något som man trots upprepade försök misslyckades med då Fredriksskans fästning och 1 000 man ur Jämtlands dragonregemente bjöd hårt motstånd. På återvägen anfölls och brändes även Norrtälje. Den södra avdelningen under Feodor Apraxin drog sig långsamt söderöver genom Stockholms skärgård under det att Yxlan, Blidö, Ljusterö, Norröra, Söderöra och Rödlöga brändes och plundrades. Vid Svartlöga lyckades de inte landstiga då de utsattes för träffsäker eld från lokala säljägare. Vågen av plundringar fortsatte söderut via Husarö, Östra Lagnö, Ingmarsö, Svartsö, Möja, Harö, Eknö och Sandhamn. Vid Vårholma gjorde ryssarna ett uppehåll för att utröna ifall ett anfall mot Fredriksborg och Vaxholms fästning var möjliga. Apraxin valde att inte anfalla utan fortsatte i stället vidare söderut och brände Djurö, Runmarö samt herrgårdarna Brevik och Fågelbro. Den 15 juli nådde Apraxins avdelning det första militära motståndet vid Dalarö skans. I stället för att anfalla fästningen valde han att göra en framstöt mot Stockholm via Baggensstäket. Den 16 juli anföll en mindre styrka på cirka 500 kosacker och infanteri de svenska ställningarna vid Baggensstäket. De fann emellertid sundet spärrat av de tre svenska galärerna Svärdfisken, Jungfrun och Draken samt kanonpråmen Svarta Björn. Anfallet slogs tillbaka, men ryssarna lyckades bränna Boo och Beatelunds herrgårdar.
Den ryska flottan fortsatte mot Gålö, Ornö, Muskö och den ekonomisk viktiga järngruvan på Utö. Den 21 juli nådde de fram till Södertälje där en svensk kavalleriavdelning under Carl Gustaf Bielke jagades på flykten. Den 23 juli brändes Trosa och dagen därpå även Nyköping trots hårt motstånd av svenska styrkor under general Kristoffer Urbanowicz. Efter några dagars återhämtning seglade den ryska galärflottan den 30 juli upp för Motala ström och brände Norrköping. I början av augusti drog sig både de Lacys och Apraxins flottor tillbaka mot Stockholms skärgård för att med förenade krafter försöka slå sig fram till Stockholm. Den 13 augusti landsteg drygt tre tusen ryska trupper vid Baggensstäket, där svenska trupper under Baltzar von Dahlheim ägnat den föregående månaden åt att förskansa sig. Dalheims tremänningar bjöd hårt motstånd, men var underlägsna till antal och sämre utbildade. De hade så när blivit besegrade om inte en avdelning ur Södermanlands regemente under överste Rutger Fuchs hade hunnit till undsättning.

#### Sommaren 1720
I slutet av juli 1720 anföll en eskader av 35 galärer och 6 200 man Umeå och Västerbottens kuster. Syftet med anfallet var att locka bort den svenska flottan från Stockholm och Ålands hav.
Den svenska flottan var bättre förberedd än året innan och fast besluten att sätta stopp för härjningarna. Därför avseglade amiral Erik Siöblad den 21 juli med en mindre flottstyrka till Åland för att lokalisera den ryska galärflottan. Den 26 juli nåddes Vaxholms fästning av rapporten att ryska galärer hade siktats vid Föglö och Kökar och Vaxholmseskadern under amiral Carl Georg Siöblad avseglade för att möta upp sin bror vid Rödhamn. När de båda eskadrarna möttes vid Rödhamn 27 juli tog Carl Georg befälet. Han beslutade sig för att, mot flottchefen Hans Wachtmeisters order, anfalla den ryska flottan. Till en början gick anfallet bra. De ryska fartygen stängdes inne mellan Föglölandet och den svenska eskadern som passerade på kolonn medan de sköt sina bredsidor in bland de ryska fartygen. Därefter gick fregatten Danske Örn på grund och bordades av ryssarna. I sina försök att undsätta Danske Örn gick ytterligare tre fregatter på grund varefter de omringades av ryska fartyg. Svenskarna försvarade sig framgångsrikt i flera timmar, men när vinden avtog tvingades linjeskeppet Pommern och fregatten Svarta Örn dra sig ur striden och lämna sina kamrater åt sitt öde.
Av 61 ryska galärer förstördes 43 och 2 200 man stupade, vilket resulterade i att svenska östkusten inte härjades det året. Trots detta utropade Peter den store den ryska flottan som segrare.

#### Sommaren 1721
Den 26 maj 1721 återupptogs fredsförhandlingarna, den här gången i Nystad. För att understödja svenskarna skickades en brittisk eskader till Kapellskär vilket gjorde att den ryska galärflottan istället inriktade sig på norrlandskusten och anföll och brände Söderhamn, Hudiksvall, Sundsvall, Härnösand, Piteå och åter igen Umeå. Vid Selånger utanför Sundsvall, den 25 maj 1721, utspelades den allra sista striden under hela kriget, vilket slutade med en rysk seger.

## Frederna
Sedan Englands kung lyckats få över Preussen på sin sida slöts fred mellan Sverige och Hannover den 9 november 1719, i vilken Bremen-Verden avträddes mot en miljon riksdaler, liksom fred mellan Sverige och Preussen den 20 januari 1720, i vilken Pommern söder om Peene samt öarna Usedom och Wollin avträddes mot två miljoner riksdaler. Båda fredsavtalen undertecknads i Stockholm.
Englands regering hade ur militär- och handelspolitisk anledning att frukta för den ryske tsarens makt, och Sverige hade därför allierat sig med detta land för att få hjälp mot Ryssland. England medlade fred mellan Sverige och Danmark och vid freden i Frederiksborg 3 juli 1720 avstod Sverige från förbindelsen med Gottorp, som därefter definitivt miste sin del av Schleswig, avstod friheten från öresundstullen och betalade 600 000 riksdaler till Danmark.
Förhoppningen om att få effektiv hjälp av England mot Ryssland gick inte i uppfyllelse. De försök England gjorde att åstadkomma en stor europeisk sammanslutning mot Ryssland ledde inte till något resultat, särskilt då Preussen inte vågade gå för långt gentemot tsaren. De ryska härjningarna på Sveriges kust framtvingade slutligen ett fullständigt eftergivande från svensk sida, och i freden i Nystad 30 augusti 1721 måste Sverige avträda Livland, Estland, Ingermanland och Viborgs län till Ryssland, men erhöll 2 miljoner riksdaler av Ryssland.
Freden i Nystad brukar ofta ses som avslutningen av stora nordiska kriget. I praktiken hade Sverige då redan fred med Sachsen och med Polen. Dessa freder formaliserades 1729 med Sachsen och 1732 med Polen.

## Följder av kriget
Kriget åstadkom stor utmattning inte bara i Sverige, utan även i Ryssland, Danmark och Polen. Dess följder i stort blev att den svenska dominansen runt Östersjön raserades och att området istället kom under ryskt inflytande, vilket gjorde Ryssland till Nordeuropas mäktigaste land och även spelade en viktig roll inom den europeiska politiken. Peter I blev efter freden i Nystad krönt till kejsare över Ryssland och fortsatte sitt arbete med att modernisera och utvidga landet.
När kriget fick sitt slut hade Sverige förlorat sin stormaktsställning i norra Europa, och riket skulle därefter spela en sekundär roll i Europas politik. Det kungliga enväldet försvagades kraftigt och landet gick in i en period av parlamentarism som kom att kallas frihetstiden. Adeln och borgarklassen uppnådde en dominerande roll i landets politik och lyckades snabbt blåsa nytt liv i landets ekonomi. Bitterheten gentemot Ryssland pågick under resten av 1700-talet, och kulminerade 1741−1743 (Hattarnas ryska krig) samt 1788−1790 (Gustav III:s ryska krig).
Danmark fick endast små resultat till följd av kriget. Den gamla striden mellan Sverige och Danmark om Öresunds och Kattegatts stränder hade avslutats, liksom den därmed sammanhängande gottorpsk-schleswigska frågan hade kommit till en uppgörelse. Trots att Danmark misslyckades med att återerövra sina förlorade provinser i Skåneland kunde rivaliteten mellan Danmark och Sverige minska avsevärt till följd av Rysslands nya överhöghet över Östersjön. Fredrik IV sökte efter nya handelsvägar och stabiliserade det danska kolonialväldet i den Indiska oceanen och Atlanten. Trots dess nedgång fortsatte hertigdömet Holstein-Gottorp att utgöra ett hot mot Danmark, något som kulminerade när hertig Karl Peter Ulrich av Holstein-Gottorp besteg den ryska tronen 1762.
För Polen blev kriget en personlig triumf för August den starke, som kunde återta kungamakten, men för landet fanns det ingen seger. Polen hade ödelagts av de svenska styrkorna efter Karl XII:s fälttåg, landets ekonomi hade förstörts och dess politiska nedgång tog fart. Landet blev alltmer beroende av Ryssland och i mindre utsträckning även av Österrike, och blev till en sorts lydstat som efter hand fick offra sina gränsprovinser till utländska makter. Som regent försökte August stärka sin position i riket, men utan större framgång. Han lyckades placera sin son som sin efterträdare, men oppositionen i landet fortsatte att öka.
Preussen, som fick internationell betydelse efter att dess mäktiga grannländer Polen och Sverige tappat sina respektive stormaktsstatus, stärkte sin ställning bland de tyska staterna och kom att förvandlas till en ny europeisk stormakt. Både Preussen och Ryssland blev en del av en ny koalition, som också omfattade Frankrike, Storbritannien och Österrike.

## Sveriges resurser
Sverige var under stormaktstiden ett utpräglat bondeland, som var glest befolkat. Resurserna var begränsade och den ekonomiska politikens mål var att få fram de resurser som krävdes för den expansiva utrikespolitiken och landets krigsmakt. Landet var en militärstat och befann sig under lång tid i krig med andra länder.
Under perioden 1620–1720 ökade befolkningen, även om det tidvis skedde tillbakagångar till följd av missväxt och epidemier, vilket bland annat inträffade år 1710. De stora manskapsförlusterna i början av 1700-talet till följd av kriget kom att medföra en period av stagnation.
Under 1600-talet inleddes en industrialisering av Sverige genom anläggandet av bland annat järnbruk och vapensmedjor. Den statliga politiken inriktades på att maximera exporten och minimera importen, med syftet att stärka de statliga finanserna. Vid mitten av 1600-talet kom 80 procent av exportvärdet från exporten av järn och koppar och landet var självförsörjande beträffande krigsmateriel. De huvudsakliga statsinkomsterna kom dock från skatter och arrenden från bönderna.
Genom indelningsverket skapades en stående och väl övad armé, som snabbt kunde mobiliseras. Genom reduktionen hade statens finanser förbättrats under Karl XI:s regering.
Kriget behövde även finansieras genom lån och Karl XII:s förste minister Görtz utformade en finansplan med ett obligationslån på 3,8 miljoner daler silvermynt. Under åren 1716–1718 gavs obligationer till ett värde av 6 miljoner daler silvermynt ut.